# Lista de asteroides (168001-169000)
Esta é uma lista parcial de asteroides, do asteroide número 168001 até o 169000, inclusive. Veja também o índice com todas as listas disponíveis.

| Objeto Próximos à Terra | Cinturão de asteroides (interno) | Cinturão de asteroides (externo) | Centauro       |
| Cruzador de Marte       | Cinturão de asteroides (meio)    | Troianos de Júpiter              | Transnetuniano |

Veja mais dados de cada asteroide na ligação externa para o Minor Planet Center na última coluna.
Índice: 168001... 168101... 168201... 168301... 168401... 168501... 168601... 168701... 168801... 168901... 

## 168001–168100
| Designação | Designação | Descoberta  | Descoberta       | Descobridor(es)     | Categoria | Mais informações / Referência |
| Permanente | Provisória | Data        | Local            | Descobridor(es)     | Categoria | Mais informações / Referência |
| ---------- | ---------- | ----------- | ---------------- | ------------------- | --------- | ----------------------------- |
| 168001     | 2005 GW133 | 10 abr 2005 | Kitt Peak        | Spacewatch          | —         | MPC                           |
| 168002     | 2005 GS136 | 10 abr 2005 | Kitt Peak        | Spacewatch          | —         | MPC                           |
| 168003     | 2005 GZ137 | 11 abr 2005 | Mount Lemmon     | Mount Lemmon Survey | —         | MPC                           |
| 168004     | 2005 GP159 | 12 abr 2005 | Kitt Peak        | Spacewatch          | —         | MPC                           |
| 168005     | 2005 GT161 | 13 abr 2005 | Catalina         | CSS                 | —         | MPC                           |
| 168006     | 2005 GV170 | 12 abr 2005 | Anderson Mesa    | LONEOS              | —         | MPC                           |
| 168007     | 2005 GE181 | 12 abr 2005 | Kitt Peak        | Spacewatch          | —         | MPC                           |
| 168008     | 2005 GZ181 | 12 abr 2005 | Kitt Peak        | Spacewatch          | —         | MPC                           |
| 168009     | 2005 GK203 | 9 abr 2005  | Mount Lemmon     | Mount Lemmon Survey | —         | MPC                           |
| 168010     | 2005 HP    | 16 abr 2005 | Kitt Peak        | Spacewatch          | —         | MPC                           |
| 168011     | 2005 HF1   | 16 abr 2005 | Kitt Peak        | Spacewatch          | —         | MPC                           |
| 168012     | 2005 HP1   | 16 abr 2005 | Kitt Peak        | Spacewatch          | —         | MPC                           |
| 168013     | 2005 HK4   | 30 abr 2005 | Reedy Creek      | J. Broughton        | —         | MPC                           |
| 168014     | 2005 HS4   | 30 abr 2005 | Kitt Peak        | Spacewatch          | —         | MPC                           |
| 168015     | 2005 HK5   | 30 abr 2005 | Campo Imperatore | CINEOS              | Ursula    | MPC                           |
| 168016     | 2005 HZ7   | 30 abr 2005 | Campo Imperatore | CINEOS              | —         | MPC                           |
| 168017     | 2005 JK2   | 3 mai 2005  | Kitt Peak        | Spacewatch          | —         | MPC                           |
| 168018     | 2005 JG8   | 4 mai 2005  | Mauna Kea        | C. Veillet          | —         | MPC                           |
| 168019     | 2005 JX8   | 4 mai 2005  | Mauna Kea        | C. Veillet          | —         | MPC                           |
| 168020     | 2005 JJ21  | 4 mai 2005  | Siding Spring    | SSS                 | —         | MPC                           |
| 168021     | 2005 JX23  | 3 mai 2005  | Kitt Peak        | Spacewatch          | —         | MPC                           |
| 168022     | 2005 JK44  | 8 mai 2005  | Anderson Mesa    | LONEOS              | —         | MPC                           |
| 168023     | 2005 JX46  | 3 mai 2005  | Kitt Peak        | Spacewatch          | —         | MPC                           |
| 168024     | 2005 JC77  | 9 mai 2005  | Siding Spring    | SSS                 | —         | MPC                           |
| 168025     | 2005 JS84  | 8 mai 2005  | Mount Lemmon     | Mount Lemmon Survey | —         | MPC                           |
| 168026     | 2005 JA89  | 11 mai 2005 | Kitt Peak        | Spacewatch          | —         | MPC                           |
| 168027     | 2005 JQ92  | 11 mai 2005 | Palomar          | NEAT                | —         | MPC                           |
| 168028     | 2005 JK94  | 7 mai 2005  | Kitt Peak        | Spacewatch          | Brangane  | MPC                           |
| 168029     | 2005 JF98  | 8 mai 2005  | Kitt Peak        | Spacewatch          | —         | MPC                           |
| 168030     | 2005 JQ100 | 9 mai 2005  | Anderson Mesa    | LONEOS              | —         | MPC                           |
| 168031     | 2005 JH103 | 9 mai 2005  | Kitt Peak        | Spacewatch          | —         | MPC                           |
| 168032     | 2005 JB105 | 11 mai 2005 | Mount Lemmon     | Mount Lemmon Survey | —         | MPC                           |
| 168033     | 2005 JJ143 | 15 mai 2005 | Mount Lemmon     | Mount Lemmon Survey | Vesta     | MPC                           |
| 168034     | 2005 JN151 | 4 mai 2005  | Kitt Peak        | Spacewatch          | —         | MPC                           |
| 168035     | 2005 JV151 | 4 mai 2005  | Palomar          | NEAT                | —         | MPC                           |
| 168036     | 2005 JS156 | 4 mai 2005  | Catalina         | CSS                 | —         | MPC                           |
| 168037     | 2005 JQ157 | 4 mai 2005  | Palomar          | NEAT                | —         | MPC                           |
| 168038     | 2005 JC178 | 10 mai 2005 | Mount Lemmon     | Mount Lemmon Survey | —         | MPC                           |
| 168039     | 2005 LR1   | 1 jun 2005  | Mount Lemmon     | Mount Lemmon Survey | —         | MPC                           |
| 168040     | 2005 LT51  | 14 jun 2005 | Kitt Peak        | Spacewatch          | —         | MPC                           |
| 168041     | 2005 MH18  | 28 jun 2005 | Kitt Peak        | Spacewatch          | —         | MPC                           |
| 168042     | 2005 MN23  | 24 jun 2005 | Palomar          | NEAT                | —         | MPC                           |
| 168043     | 2005 NW70  | 5 jul 2005  | Palomar          | NEAT                | —         | MPC                           |
| 168044     | 2005 SG    | 21 set 2005 | Siding Spring    | SSS                 | —         | MPC                           |
| 168045     | 2005 YX214 | 30 dez 2005 | Catalina         | CSS                 | —         | MPC                           |
| 168046     | 2006 AQ1   | 2 jan 2006  | Catalina         | CSS                 | —         | MPC                           |
| 168047     | 2006 BV5   | 22 jan 2006 | Socorro          | LINEAR              | Juno      | MPC                           |
| 168048     | 2006 BG34  | 21 jan 2006 | Kitt Peak        | Spacewatch          | —         | MPC                           |
| 168049     | 2006 BH41  | 22 jan 2006 | Anderson Mesa    | LONEOS              | Juno      | MPC                           |
| 168050     | 2006 BD56  | 26 jan 2006 | Kitt Peak        | Spacewatch          | —         | MPC                           |
| 168051     | 2006 BM81  | 23 jan 2006 | Kitt Peak        | Spacewatch          | —         | MPC                           |
| 168052     | 2006 BQ95  | 26 jan 2006 | Kitt Peak        | Spacewatch          | Mitidika  | MPC                           |
| 168053     | 2006 BT95  | 26 jan 2006 | Kitt Peak        | Spacewatch          | —         | MPC                           |
| 168054     | 2006 BQ102 | 23 jan 2006 | Mount Lemmon     | Mount Lemmon Survey | —         | MPC                           |
| 168055     | 2006 BD124 | 26 jan 2006 | Kitt Peak        | Spacewatch          | —         | MPC                           |
| 168056     | 2006 BD157 | 25 jan 2006 | Kitt Peak        | Spacewatch          | —         | MPC                           |
| 168057     | 2006 BA167 | 26 jan 2006 | Mount Lemmon     | Mount Lemmon Survey | Mitidika  | MPC                           |
| 168058     | 2006 BL199 | 30 jan 2006 | Kitt Peak        | Spacewatch          | —         | MPC                           |
| 168059     | 2006 BW250 | 31 jan 2006 | Kitt Peak        | Spacewatch          | —         | MPC                           |
| 168060     | 2006 BM254 | 31 jan 2006 | Kitt Peak        | Spacewatch          | —         | MPC                           |
| 168061     | 2006 BJ256 | 31 jan 2006 | Kitt Peak        | Spacewatch          | —         | MPC                           |
| 168062     | 2006 BB266 | 31 jan 2006 | Kitt Peak        | Spacewatch          | —         | MPC                           |
| 168063     | 2006 BH266 | 31 jan 2006 | Kitt Peak        | Spacewatch          | Ursula    | MPC                           |
| 168064     | 2006 BL266 | 31 jan 2006 | Kitt Peak        | Spacewatch          | —         | MPC                           |
| 168065     | 2006 BM266 | 31 jan 2006 | Kitt Peak        | Spacewatch          | —         | MPC                           |
| 168066     | 2006 BO269 | 28 jan 2006 | Anderson Mesa    | LONEOS              | —         | MPC                           |
| 168067     | 2006 CO7   | 1 fev 2006  | Mount Lemmon     | Mount Lemmon Survey | —         | MPC                           |
| 168068     | 2006 CC23  | 1 fev 2006  | Kitt Peak        | Spacewatch          | —         | MPC                           |
| 168069     | 2006 CT38  | 2 fev 2006  | Kitt Peak        | Spacewatch          | —         | MPC                           |
| 168070     | 2006 CK41  | 2 fev 2006  | Kitt Peak        | Spacewatch          | —         | MPC                           |
| 168071     | 2006 CW43  | 2 fev 2006  | Kitt Peak        | Spacewatch          | —         | MPC                           |
| 168072     | 2006 DU4   | 20 fev 2006 | Kitt Peak        | Spacewatch          | —         | MPC                           |
| 168073     | 2006 DW6   | 20 fev 2006 | Kitt Peak        | Spacewatch          | —         | MPC                           |
| 168074     | 2006 DL19  | 20 fev 2006 | Kitt Peak        | Spacewatch          | —         | MPC                           |
| 168075     | 2006 DZ21  | 20 fev 2006 | Kitt Peak        | Spacewatch          | —         | MPC                           |
| 168076     | 2006 DP22  | 20 fev 2006 | Kitt Peak        | Spacewatch          | —         | MPC                           |
| 168077     | 2006 DG23  | 20 fev 2006 | Kitt Peak        | Spacewatch          | —         | MPC                           |
| 168078     | 2006 DX27  | 20 fev 2006 | Kitt Peak        | Spacewatch          | —         | MPC                           |
| 168079     | 2006 DE46  | 20 fev 2006 | Kitt Peak        | Spacewatch          | Mitidika  | MPC                           |
| 168080     | 2006 DR58  | 24 fev 2006 | Kitt Peak        | Spacewatch          | —         | MPC                           |
| 168081     | 2006 DB59  | 24 fev 2006 | Mount Lemmon     | Mount Lemmon Survey | —         | MPC                           |
| 168082     | 2006 DJ60  | 24 fev 2006 | Kitt Peak        | Spacewatch          | Mitidika  | MPC                           |
| 168083     | 2006 DE62  | 22 fev 2006 | Catalina         | CSS                 | —         | MPC                           |
| 168084     | 2006 DC68  | 24 fev 2006 | Catalina         | CSS                 | —         | MPC                           |
| 168085     | 2006 DC70  | 20 fev 2006 | Mount Lemmon     | Mount Lemmon Survey | —         | MPC                           |
| 168086     | 2006 DF70  | 20 fev 2006 | Mount Lemmon     | Mount Lemmon Survey | —         | MPC                           |
| 168087     | 2006 DW75  | 24 fev 2006 | Kitt Peak        | Spacewatch          | —         | MPC                           |
| 168088     | 2006 DY79  | 24 fev 2006 | Kitt Peak        | Spacewatch          | —         | MPC                           |
| 168089     | 2006 DM84  | 24 fev 2006 | Kitt Peak        | Spacewatch          | —         | MPC                           |
| 168090     | 2006 DO96  | 24 fev 2006 | Kitt Peak        | Spacewatch          | —         | MPC                           |
| 168091     | 2006 DY97  | 24 fev 2006 | Kitt Peak        | Spacewatch          | —         | MPC                           |
| 168092     | 2006 DM102 | 25 fev 2006 | Mount Lemmon     | Mount Lemmon Survey | —         | MPC                           |
| 168093     | 2006 DT103 | 25 fev 2006 | Mount Lemmon     | Mount Lemmon Survey | —         | MPC                           |
| 168094     | 2006 DB118 | 27 fev 2006 | Kitt Peak        | Spacewatch          | —         | MPC                           |
| 168095     | 2006 DD123 | 24 fev 2006 | Kitt Peak        | Spacewatch          | —         | MPC                           |
| 168096     | 2006 DU141 | 25 fev 2006 | Kitt Peak        | Spacewatch          | —         | MPC                           |
| 168097     | 2006 DL192 | 27 fev 2006 | Kitt Peak        | Spacewatch          | —         | MPC                           |
| 168098     | 2006 DO199 | 23 fev 2006 | Anderson Mesa    | LONEOS              | —         | MPC                           |
| 168099     | 2006 DQ208 | 25 fev 2006 | Kitt Peak        | Spacewatch          | —         | MPC                           |
| 168100     | 2006 DD210 | 20 fev 2006 | Kitt Peak        | Spacewatch          | —         | MPC                           |

## 168101–168200
| Designação        | Designação | Descoberta  | Descoberta        | Descobridor(es)      | Categoria | Mais informações / Referência |
| Permanente        | Provisória | Data        | Local             | Descobridor(es)      | Categoria | Mais informações / Referência |
| ----------------- | ---------- | ----------- | ----------------- | -------------------- | --------- | ----------------------------- |
| 168101            | 2006 DJ210 | 20 fev 2006 | Kitt Peak         | Spacewatch           | —         | MPC                           |
| 168102            | 2006 DB212 | 25 fev 2006 | Kitt Peak         | Spacewatch           | —         | MPC                           |
| 168103            | 2006 DS212 | 27 fev 2006 | Catalina          | CSS                  | Juno      | MPC                           |
| 168104            | 2006 EQ8   | 2 mar 2006  | Kitt Peak         | Spacewatch           | —         | MPC                           |
| 168105            | 2006 EJ19  | 2 mar 2006  | Kitt Peak         | Spacewatch           | —         | MPC                           |
| 168106            | 2006 EK41  | 4 mar 2006  | Kitt Peak         | Spacewatch           | —         | MPC                           |
| 168107            | 2006 EQ41  | 4 mar 2006  | Catalina          | CSS                  | —         | MPC                           |
| 168108            | 2006 EM51  | 4 mar 2006  | Kitt Peak         | Spacewatch           | —         | MPC                           |
| 168109            | 2006 EN53  | 2 mar 2006  | Mount Lemmon      | Mount Lemmon Survey  | —         | MPC                           |
| 168110            | 2006 EE61  | 5 mar 2006  | Kitt Peak         | Spacewatch           | —         | MPC                           |
| 168111            | 2006 EZ62  | 5 mar 2006  | Kitt Peak         | Spacewatch           | —         | MPC                           |
| 168112            | 2006 FG    | 19 mar 2006 | Socorro           | LINEAR               | —         | MPC                           |
| 168113            | 2006 FB3   | 23 mar 2006 | Kitt Peak         | Spacewatch           | —         | MPC                           |
| 168114            | 2006 FU8   | 23 mar 2006 | Mount Lemmon      | Mount Lemmon Survey  | —         | MPC                           |
| 168115            | 2006 FQ9   | 24 mar 2006 | RAS               | A. Lowe              | —         | MPC                           |
| 168116            | 2006 FL11  | 23 mar 2006 | Kitt Peak         | Spacewatch           | —         | MPC                           |
| 168117            | 2006 FW11  | 23 mar 2006 | Kitt Peak         | Spacewatch           | —         | MPC                           |
| 168118            | 2006 FS23  | 24 mar 2006 | Kitt Peak         | Spacewatch           | Mitidika  | MPC                           |
| 168119            | 2006 FZ27  | 24 mar 2006 | Mount Lemmon      | Mount Lemmon Survey  | —         | MPC                           |
| 168120            | 2006 FM30  | 25 mar 2006 | Kitt Peak         | Spacewatch           | —         | MPC                           |
| 168121            | 2006 FN32  | 25 mar 2006 | Kitt Peak         | Spacewatch           | —         | MPC                           |
| 168122            | 2006 FV34  | 25 mar 2006 | Palomar           | NEAT                 | —         | MPC                           |
| 168123            | 2006 FP37  | 24 mar 2006 | Siding Spring     | SSS                  | —         | MPC                           |
| 168124            | 2006 FL44  | 23 mar 2006 | Mount Lemmon      | Mount Lemmon Survey  | —         | MPC                           |
| 168125            | 2006 FS44  | 24 mar 2006 | Anderson Mesa     | LONEOS               | —         | MPC                           |
| 168126 Chengbruce | 2006 GK    | 1 abr 2006  | Lulin Observatory | Q.-z. Ye, T.-C. Yang | —         | MPC                           |
| 168127            | 2006 GC3   | 6 abr 2006  | Ottmarsheim       | C. Rinner            | —         | MPC                           |
| 168128            | 2006 GO7   | 2 abr 2006  | Kitt Peak         | Spacewatch           | —         | MPC                           |
| 168129            | 2006 GS19  | 2 abr 2006  | Kitt Peak         | Spacewatch           | —         | MPC                           |
| 168130            | 2006 GD28  | 2 abr 2006  | Kitt Peak         | Spacewatch           | —         | MPC                           |
| 168131            | 2006 GZ31  | 6 abr 2006  | Catalina          | CSS                  | —         | MPC                           |
| 168132            | 2006 GG32  | 6 abr 2006  | Siding Spring     | SSS                  | Pallas    | MPC                           |
| 168133            | 2006 GE37  | 8 abr 2006  | Mount Lemmon      | Mount Lemmon Survey  | —         | MPC                           |
| 168134            | 2006 GP37  | 9 abr 2006  | Kitt Peak         | Spacewatch           | —         | MPC                           |
| 168135            | 2006 GU38  | 6 abr 2006  | Siding Spring     | SSS                  | —         | MPC                           |
| 168136            | 2006 GP41  | 7 abr 2006  | Catalina          | CSS                  | —         | MPC                           |
| 168137            | 2006 GD42  | 9 abr 2006  | Socorro           | LINEAR               | —         | MPC                           |
| 168138            | 2006 GW49  | 7 abr 2006  | Catalina          | CSS                  | —         | MPC                           |
| 168139            | 2006 GA50  | 7 abr 2006  | Siding Spring     | SSS                  | —         | MPC                           |
| 168140            | 2006 GB52  | 8 abr 2006  | Siding Spring     | SSS                  | —         | MPC                           |
| 168141            | 2006 HL    | 18 abr 2006 | Kitt Peak         | Spacewatch           | —         | MPC                           |
| 168142            | 2006 HB3   | 18 abr 2006 | Kitt Peak         | Spacewatch           | —         | MPC                           |
| 168143            | 2006 HX7   | 18 abr 2006 | Kitt Peak         | Spacewatch           | —         | MPC                           |
| 168144            | 2006 HP8   | 19 abr 2006 | Kitt Peak         | Spacewatch           | —         | MPC                           |
| 168145            | 2006 HA24  | 20 abr 2006 | Kitt Peak         | Spacewatch           | —         | MPC                           |
| 168146            | 2006 HY24  | 20 abr 2006 | Kitt Peak         | Spacewatch           | —         | MPC                           |
| 168147            | 2006 HV27  | 20 abr 2006 | Kitt Peak         | Spacewatch           | —         | MPC                           |
| 168148            | 2006 HP30  | 25 abr 2006 | RAS               | A. Lowe              | —         | MPC                           |
| 168149            | 2006 HH31  | 18 abr 2006 | Anderson Mesa     | LONEOS               | —         | MPC                           |
| 168150            | 2006 HA33  | 19 abr 2006 | Palomar           | NEAT                 | —         | MPC                           |
| 168151            | 2006 HC35  | 19 abr 2006 | Mount Lemmon      | Mount Lemmon Survey  | —         | MPC                           |
| 168152            | 2006 HO40  | 21 abr 2006 | Catalina          | CSS                  | —         | MPC                           |
| 168153            | 2006 HJ42  | 23 abr 2006 | Kitt Peak         | Spacewatch           | —         | MPC                           |
| 168154            | 2006 HM42  | 23 abr 2006 | Socorro           | LINEAR               | —         | MPC                           |
| 168155            | 2006 HY46  | 20 abr 2006 | Kitt Peak         | Spacewatch           | —         | MPC                           |
| 168156            | 2006 HZ46  | 20 abr 2006 | Kitt Peak         | Spacewatch           | —         | MPC                           |
| 168157            | 2006 HE47  | 20 abr 2006 | Catalina          | CSS                  | —         | MPC                           |
| 168158            | 2006 HQ49  | 25 abr 2006 | Socorro           | LINEAR               | Phocaea   | MPC                           |
| 168159            | 2006 HH52  | 18 abr 2006 | Anderson Mesa     | LONEOS               | —         | MPC                           |
| 168160            | 2006 HB55  | 21 abr 2006 | Socorro           | LINEAR               | —         | MPC                           |
| 168161            | 2006 HE57  | 24 abr 2006 | Socorro           | LINEAR               | —         | MPC                           |
| 168162            | 2006 HK57  | 24 abr 2006 | Anderson Mesa     | LONEOS               | —         | MPC                           |
| 168163            | 2006 HW59  | 24 abr 2006 | Anderson Mesa     | LONEOS               | —         | MPC                           |
| 168164            | 2006 HV60  | 27 abr 2006 | Bergisch Gladbach | W. Bickel            | Phocaea   | MPC                           |
| 168165            | 2006 HA61  | 28 abr 2006 | Socorro           | LINEAR               | —         | MPC                           |
| 168166            | 2006 HT63  | 24 abr 2006 | Kitt Peak         | Spacewatch           | —         | MPC                           |
| 168167            | 2006 HU63  | 24 abr 2006 | Kitt Peak         | Spacewatch           | —         | MPC                           |
| 168168            | 2006 HD69  | 24 abr 2006 | Mount Lemmon      | Mount Lemmon Survey  | Eos       | MPC                           |
| 168169            | 2006 HP69  | 24 abr 2006 | Kitt Peak         | Spacewatch           | —         | MPC                           |
| 168170            | 2006 HX76  | 25 abr 2006 | Palomar           | NEAT                 | —         | MPC                           |
| 168171            | 2006 HM77  | 25 abr 2006 | Kitt Peak         | Spacewatch           | Phocaea   | MPC                           |
| 168172            | 2006 HE80  | 26 abr 2006 | Kitt Peak         | Spacewatch           | —         | MPC                           |
| 168173            | 2006 HF82  | 26 abr 2006 | Kitt Peak         | Spacewatch           | —         | MPC                           |
| 168174            | 2006 HG82  | 26 abr 2006 | Kitt Peak         | Spacewatch           | —         | MPC                           |
| 168175            | 2006 HP83  | 26 abr 2006 | Kitt Peak         | Spacewatch           | —         | MPC                           |
| 168176            | 2006 HS83  | 26 abr 2006 | Kitt Peak         | Spacewatch           | —         | MPC                           |
| 168177            | 2006 HU83  | 26 abr 2006 | Kitt Peak         | Spacewatch           | —         | MPC                           |
| 168178            | 2006 HN84  | 26 abr 2006 | Kitt Peak         | Spacewatch           | —         | MPC                           |
| 168179            | 2006 HT85  | 27 abr 2006 | Kitt Peak         | Spacewatch           | —         | MPC                           |
| 168180            | 2006 HV88  | 30 abr 2006 | Kitt Peak         | Spacewatch           | —         | MPC                           |
| 168181            | 2006 HQ90  | 26 abr 2006 | Kitt Peak         | Spacewatch           | —         | MPC                           |
| 168182            | 2006 HS90  | 26 abr 2006 | Anderson Mesa     | LONEOS               | —         | MPC                           |
| 168183            | 2006 HT96  | 30 abr 2006 | Kitt Peak         | Spacewatch           | —         | MPC                           |
| 168184            | 2006 HH102 | 30 abr 2006 | Kitt Peak         | Spacewatch           | —         | MPC                           |
| 168185            | 2006 HV102 | 30 abr 2006 | Kitt Peak         | Spacewatch           | —         | MPC                           |
| 168186            | 2006 HX108 | 30 abr 2006 | Catalina          | CSS                  | —         | MPC                           |
| 168187            | 2006 HG114 | 25 abr 2006 | Mount Lemmon      | Mount Lemmon Survey  | —         | MPC                           |
| 168188            | 2006 HN115 | 26 abr 2006 | Kitt Peak         | Spacewatch           | —         | MPC                           |
| 168189            | 2006 HF117 | 26 abr 2006 | Mount Lemmon      | Mount Lemmon Survey  | Phocaea   | MPC                           |
| 168190            | 2006 HA121 | 30 abr 2006 | Kitt Peak         | Spacewatch           | —         | MPC                           |
| 168191            | 2006 HQ152 | 30 abr 2006 | Catalina          | CSS                  | —         | MPC                           |
| 168192            | 2006 JZ    | 3 mai 2006  | Reedy Creek       | J. Broughton         | —         | MPC                           |
| 168193            | 2006 JH1   | 1 mai 2006  | Kitt Peak         | Spacewatch           | —         | MPC                           |
| 168194            | 2006 JT1   | 1 mai 2006  | Socorro           | LINEAR               | —         | MPC                           |
| 168195            | 2006 JZ1   | 1 mai 2006  | Socorro           | LINEAR               | —         | MPC                           |
| 168196            | 2006 JL5   | 3 mai 2006  | Mount Lemmon      | Mount Lemmon Survey  | —         | MPC                           |
| 168197            | 2006 JV10  | 1 mai 2006  | Kitt Peak         | Spacewatch           | —         | MPC                           |
| 168198            | 2006 JR17  | 2 mai 2006  | Mount Lemmon      | Mount Lemmon Survey  | —         | MPC                           |
| 168199            | 2006 JY18  | 2 mai 2006  | Mount Lemmon      | Mount Lemmon Survey  | —         | MPC                           |
| 168200            | 2006 JZ19  | 2 mai 2006  | Kitt Peak         | Spacewatch           | —         | MPC                           |

## 168201–168300
| Designação         | Designação | Descoberta  | Descoberta        | Descobridor(es)       | Categoria | Mais informações / Referência |
| Permanente         | Provisória | Data        | Local             | Descobridor(es)       | Categoria | Mais informações / Referência |
| ------------------ | ---------- | ----------- | ----------------- | --------------------- | --------- | ----------------------------- |
| 168201             | 2006 JJ23  | 3 mai 2006  | Mount Lemmon      | Mount Lemmon Survey   | —         | MPC                           |
| 168202             | 2006 JP26  | 5 mai 2006  | Reedy Creek       | J. Broughton          | —         | MPC                           |
| 168203             | 2006 JB27  | 5 mai 2006  | Piszkéstető       | K. Sárneczky          | —         | MPC                           |
| 168204             | 2006 JP27  | 1 mai 2006  | Socorro           | LINEAR                | —         | MPC                           |
| 168205             | 2006 JE28  | 3 mai 2006  | Kitt Peak         | Spacewatch            | —         | MPC                           |
| 168206             | 2006 JH29  | 3 mai 2006  | Kitt Peak         | Spacewatch            | —         | MPC                           |
| 168207             | 2006 JK29  | 3 mai 2006  | Kitt Peak         | Spacewatch            | —         | MPC                           |
| 168208             | 2006 JH30  | 3 mai 2006  | Kitt Peak         | Spacewatch            | —         | MPC                           |
| 168209             | 2006 JP30  | 3 mai 2006  | Kitt Peak         | Spacewatch            | —         | MPC                           |
| 168210             | 2006 JW37  | 5 mai 2006  | Anderson Mesa     | LONEOS                | —         | MPC                           |
| 168211             | 2006 JF39  | 6 mai 2006  | Mount Lemmon      | Mount Lemmon Survey   | —         | MPC                           |
| 168212             | 2006 JJ43  | 5 mai 2006  | Kitt Peak         | Spacewatch            | —         | MPC                           |
| 168213             | 2006 JE45  | 7 mai 2006  | Mount Lemmon      | Mount Lemmon Survey   | —         | MPC                           |
| 168214             | 2006 JO46  | 7 mai 2006  | Kitt Peak         | Spacewatch            | —         | MPC                           |
| 168215             | 2006 JF47  | 10 mai 2006 | Palomar           | NEAT                  | —         | MPC                           |
| 168216             | 2006 JS48  | 8 mai 2006  | Siding Spring     | SSS                   | —         | MPC                           |
| 168217             | 2006 JH53  | 6 mai 2006  | Mount Lemmon      | Mount Lemmon Survey   | —         | MPC                           |
| 168218             | 2006 JV54  | 8 mai 2006  | Mount Lemmon      | Mount Lemmon Survey   | Pallas    | MPC                           |
| 168219             | 2006 JK55  | 9 mai 2006  | Mount Lemmon      | Mount Lemmon Survey   | —         | MPC                           |
| 168220             | 2006 JQ57  | 8 mai 2006  | Mount Lemmon      | Mount Lemmon Survey   | —         | MPC                           |
| 168221 Donjennings | 2006 JO60  | 1 mai 2006  | Kitt Peak         | M. W. Buie            | —         | MPC                           |
| 168222             | 2006 KU    | 18 mai 2006 | Palomar           | NEAT                  | —         | MPC                           |
| 168223             | 2006 KY1   | 16 mai 2006 | Palomar           | NEAT                  | —         | MPC                           |
| 168224             | 2006 KA7   | 19 mai 2006 | Mount Lemmon      | Mount Lemmon Survey   | —         | MPC                           |
| 168225             | 2006 KV10  | 19 mai 2006 | Mount Lemmon      | Mount Lemmon Survey   | —         | MPC                           |
| 168226             | 2006 KH15  | 20 mai 2006 | Mount Lemmon      | Mount Lemmon Survey   | —         | MPC                           |
| 168227             | 2006 KQ27  | 20 mai 2006 | Kitt Peak         | Spacewatch            | —         | MPC                           |
| 168228             | 2006 KA32  | 20 mai 2006 | Kitt Peak         | Spacewatch            | —         | MPC                           |
| 168229             | 2006 KH35  | 20 mai 2006 | Kitt Peak         | Spacewatch            | —         | MPC                           |
| 168230             | 2006 KV39  | 23 mai 2006 | Siding Spring     | SSS                   | —         | MPC                           |
| 168231             | 2006 KK40  | 18 mai 2006 | Palomar           | NEAT                  | Brangane  | MPC                           |
| 168232             | 2006 KO41  | 19 mai 2006 | Palomar           | NEAT                  | —         | MPC                           |
| 168233             | 2006 KC44  | 21 mai 2006 | Kitt Peak         | Spacewatch            | —         | MPC                           |
| 168234             | 2006 KX67  | 25 mai 2006 | Lulin Observatory | Q.-z. Ye              | —         | MPC                           |
| 168235             | 2006 KZ72  | 23 mai 2006 | Kitt Peak         | Spacewatch            | —         | MPC                           |
| 168236             | 2006 KA80  | 25 mai 2006 | Mount Lemmon      | Mount Lemmon Survey   | —         | MPC                           |
| 168237             | 2006 KH80  | 25 mai 2006 | Mount Lemmon      | Mount Lemmon Survey   | —         | MPC                           |
| 168238             | 2006 KM80  | 25 mai 2006 | Mount Lemmon      | Mount Lemmon Survey   | —         | MPC                           |
| 168239             | 2006 KK82  | 25 mai 2006 | Mount Lemmon      | Mount Lemmon Survey   | —         | MPC                           |
| 168240             | 2006 KW84  | 24 mai 2006 | Palomar           | NEAT                  | —         | MPC                           |
| 168241             | 2006 KD86  | 21 mai 2006 | Catalina          | CSS                   | —         | MPC                           |
| 168242             | 2006 KO86  | 24 mai 2006 | Palomar           | NEAT                  | —         | MPC                           |
| 168243             | 2006 KB90  | 22 mai 2006 | Siding Spring     | SSS                   | —         | MPC                           |
| 168244             | 2006 KW98  | 26 mai 2006 | Socorro           | LINEAR                | —         | MPC                           |
| 168245             | 2006 KX98  | 26 mai 2006 | Mount Lemmon      | Mount Lemmon Survey   | —         | MPC                           |
| 168246             | 2006 KF101 | 25 mai 2006 | Mount Lemmon      | Mount Lemmon Survey   | —         | MPC                           |
| 168247             | 2006 KA102 | 27 mai 2006 | Kitt Peak         | Spacewatch            | —         | MPC                           |
| 168248             | 2006 KC103 | 29 mai 2006 | Socorro           | LINEAR                | —         | MPC                           |
| 168249             | 2006 KF105 | 28 mai 2006 | Kitt Peak         | Spacewatch            | —         | MPC                           |
| 168250             | 2006 KU109 | 31 mai 2006 | Mount Lemmon      | Mount Lemmon Survey   | —         | MPC                           |
| 168251             | 2006 KY121 | 30 mai 2006 | Siding Spring     | SSS                   | —         | MPC                           |
| 168252             | 2006 LA1   | 2 jun 2006  | Hibiscus          | S. F. Hönig, N. Teamo | —         | MPC                           |
| 168253             | 2006 LZ2   | 14 jun 2006 | Palomar           | NEAT                  | —         | MPC                           |
| 168254             | 2006 LY3   | 15 jun 2006 | Kitt Peak         | Spacewatch            | —         | MPC                           |
| 168255             | 2006 LO7   | 6 jun 2006  | Siding Spring     | SSS                   | —         | MPC                           |
| 168256             | 2006 MY    | 16 jun 2006 | Kitt Peak         | Spacewatch            | —         | MPC                           |
| 168257             | 2006 MF1   | 16 jun 2006 | Kitt Peak         | Spacewatch            | —         | MPC                           |
| 168258             | 2006 MO3   | 16 jun 2006 | Palomar           | NEAT                  | —         | MPC                           |
| 168259             | 2006 MM9   | 19 jun 2006 | Kitt Peak         | Spacewatch            | —         | MPC                           |
| 168260             | 2006 NT    | 2 jul 2006  | Eskridge          | Farpoint Obs.         | —         | MPC                           |
| 168261 Puglia      | 2006 PW3   | 15 ago 2006 | Suno              | V. S. Casulli         | —         | MPC                           |
| 168262             | 2006 PJ27  | 12 ago 2006 | Siding Spring     | SSS                   | —         | MPC                           |
| 168263             | 2006 PX36  | 12 ago 2006 | Palomar           | NEAT                  | —         | MPC                           |
| 168264             | 2006 PO37  | 13 ago 2006 | Palomar           | NEAT                  | Brangane  | MPC                           |
| 168265             | 2006 QH37  | 16 ago 2006 | Siding Spring     | SSS                   | —         | MPC                           |
| 168266             | 2006 QJ46  | 20 ago 2006 | Palomar           | NEAT                  | —         | MPC                           |
| 168267             | 2006 SA353 | 30 set 2006 | Catalina          | CSS                   | —         | MPC                           |
| 168268             | 2007 PQ1   | 5 ago 2007  | Črni Vrh          | Črni Vrh              | —         | MPC                           |
| 168269             | 2007 PS1   | 5 ago 2007  | Reedy Creek       | J. Broughton          | Mitidika  | MPC                           |
| 168270             | 2007 PY1   | 6 ago 2007  | Great Shefford    | P. Birtwhistle        | —         | MPC                           |
| 168271             | 2007 PE6   | 8 ago 2007  | Socorro           | LINEAR                | —         | MPC                           |
| 168272             | 2007 PY7   | 10 ago 2007 | Reedy Creek       | J. Broughton          | —         | MPC                           |
| 168273             | 2007 PJ16  | 8 ago 2007  | Socorro           | LINEAR                | —         | MPC                           |
| 168274             | 2007 PU16  | 8 ago 2007  | Socorro           | LINEAR                | —         | MPC                           |
| 168275             | 2007 PZ16  | 8 ago 2007  | Socorro           | LINEAR                | —         | MPC                           |
| 168276             | 2007 PS17  | 9 ago 2007  | Socorro           | LINEAR                | —         | MPC                           |
| 168277             | 2007 PP21  | 9 ago 2007  | Socorro           | LINEAR                | —         | MPC                           |
| 168278             | 2007 PJ29  | 9 ago 2007  | Socorro           | LINEAR                | —         | MPC                           |
| 168279             | 2007 PV32  | 9 ago 2007  | Socorro           | LINEAR                | —         | MPC                           |
| 168280             | 2007 QR5   | 18 ago 2007 | Purple Mountain   | PMO NEO               | Vesta     | MPC                           |
| 168281             | 2007 QM8   | 21 ago 2007 | Anderson Mesa     | LONEOS                | —         | MPC                           |
| 168282             | 2007 QU9   | 22 ago 2007 | Socorro           | LINEAR                | —         | MPC                           |
| 168283             | 2007 RR23  | 3 set 2007  | Catalina          | CSS                   | —         | MPC                           |
| 168284             | 2007 RT36  | 8 set 2007  | Anderson Mesa     | LONEOS                | —         | MPC                           |
| 168285             | 2007 RZ77  | 10 set 2007 | Mount Lemmon      | Mount Lemmon Survey   | —         | MPC                           |
| 168286             | 2007 RJ117 | 11 set 2007 | Kitt Peak         | Spacewatch            | —         | MPC                           |
| 168287             | 2007 RG145 | 14 set 2007 | Socorro           | LINEAR                | —         | MPC                           |
| 168288             | 2007 RO210 | 11 set 2007 | Kitt Peak         | Spacewatch            | —         | MPC                           |
| 168289             | 2007 SD    | 17 set 2007 | RAS               | A. Lowe               | —         | MPC                           |
| 168290             | 2045 P-L   | 24 set 1960 | Palomar           | PLS                   | —         | MPC                           |
| 168291             | 3041 P-L   | 24 set 1960 | Palomar           | PLS                   | —         | MPC                           |
| 168292             | 4267 P-L   | 25 set 1960 | Palomar           | PLS                   | —         | MPC                           |
| 168293             | 4724 P-L   | 24 set 1960 | Palomar           | PLS                   | —         | MPC                           |
| 168294             | 4883 P-L   | 24 set 1960 | Palomar           | PLS                   | —         | MPC                           |
| 168295             | 6280 P-L   | 24 set 1960 | Palomar           | PLS                   | Ursula    | MPC                           |
| 168296             | 6740 P-L   | 24 set 1960 | Palomar           | PLS                   | —         | MPC                           |
| 168297             | 7575 P-L   | 17 out 1960 | Palomar           | PLS                   | —         | MPC                           |
| 168298             | 3230 T-1   | 26 mar 1971 | Palomar           | PLS                   | —         | MPC                           |
| 168299             | 1048 T-2   | 29 set 1973 | Palomar           | PLS                   | —         | MPC                           |
| 168300             | 1217 T-2   | 29 set 1973 | Palomar           | PLS                   | —         | MPC                           |

## 168301–168400
| Designação           | Designação | Descoberta  | Descoberta             | Descobridor(es)            | Categoria | Mais informações / Referência |
| Permanente           | Provisória | Data        | Local                  | Descobridor(es)            | Categoria | Mais informações / Referência |
| -------------------- | ---------- | ----------- | ---------------------- | -------------------------- | --------- | ----------------------------- |
| 168301               | 1315 T-2   | 29 set 1973 | Palomar                | PLS                        | —         | MPC                           |
| 168302               | 1428 T-2   | 29 set 1973 | Palomar                | PLS                        | —         | MPC                           |
| 168303               | 2223 T-2   | 29 set 1973 | Palomar                | PLS                        | —         | MPC                           |
| 168304               | 3125 T-2   | 30 set 1973 | Palomar                | PLS                        | —         | MPC                           |
| 168305               | 3205 T-2   | 30 set 1973 | Palomar                | PLS                        | —         | MPC                           |
| 168306               | 4255 T-2   | 29 set 1973 | Palomar                | PLS                        | —         | MPC                           |
| 168307               | 1206 T-3   | 17 out 1977 | Palomar                | PLS                        | —         | MPC                           |
| 168308               | 1216 T-3   | 17 out 1977 | Palomar                | PLS                        | —         | MPC                           |
| 168309               | 2167 T-3   | 16 out 1977 | Palomar                | PLS                        | —         | MPC                           |
| 168310               | 2316 T-3   | 16 out 1977 | Palomar                | PLS                        | —         | MPC                           |
| 168311               | 3312 T-3   | 16 out 1977 | Palomar                | PLS                        | —         | MPC                           |
| 168312               | 3396 T-3   | 16 out 1977 | Palomar                | PLS                        | —         | MPC                           |
| 168313               | 5009 T-3   | 16 out 1977 | Palomar                | PLS                        | —         | MPC                           |
| 168314               | 1981 EW6   | 6 mar 1981  | Siding Spring          | S. J. Bus                  | —         | MPC                           |
| 168315               | 1982 RA1   | 13 set 1982 | Harvard Observatory    | Oak Ridge Observatory      | —         | MPC                           |
| 168316               | 1982 WD    | 25 nov 1982 | Palomar                | R. S. Dunbar               | —         | MPC                           |
| 168317               | 1988 RY4   | 2 set 1988  | La Silla               | H. Debehogne               | —         | MPC                           |
| 168318               | 1989 DA    | 27 fev 1989 | Palomar                | J. Phinney                 | —         | MPC                           |
| 168319               | 1990 RW2   | 15 set 1990 | Palomar                | H. E. Holt                 | —         | MPC                           |
| 168320               | 1990 WG5   | 16 nov 1990 | La Silla               | E. W. Elst                 | —         | MPC                           |
| 168321 Josephschmidt | 1991 RJ3   | 12 set 1991 | Tautenburg Observatory | F. Börngen, L. D. Schmadel | —         | MPC                           |
| 168322               | 1992 EX7   | 2 mar 1992  | La Silla               | UESAC                      | —         | MPC                           |
| 168323               | 1992 ED23  | 1 mar 1992  | La Silla               | UESAC                      | —         | MPC                           |
| 168324               | 1993 FA19  | 17 mar 1993 | La Silla               | UESAC                      | Ursula    | MPC                           |
| 168325               | 1993 FT27  | 21 mar 1993 | La Silla               | UESAC                      | —         | MPC                           |
| 168326               | 1993 FJ59  | 19 mar 1993 | La Silla               | UESAC                      | —         | MPC                           |
| 168327               | 1993 FZ60  | 19 mar 1993 | La Silla               | UESAC                      | —         | MPC                           |
| 168328               | 1993 NX1   | 12 jul 1993 | La Silla               | E. W. Elst                 | —         | MPC                           |
| 168329               | 1993 TN6   | 9 out 1993  | Kitt Peak              | Spacewatch                 | —         | MPC                           |
| 168330               | 1993 TZ7   | 10 out 1993 | Kitt Peak              | Spacewatch                 | Eos       | MPC                           |
| 168331               | 1993 TA8   | 10 out 1993 | Kitt Peak              | Spacewatch                 | —         | MPC                           |
| 168332               | 1993 TC28  | 9 out 1993  | La Silla               | E. W. Elst                 | —         | MPC                           |
| 168333               | 1994 CU17  | 8 fev 1994  | La Silla               | E. W. Elst                 | —         | MPC                           |
| 168334               | 1994 PQ1   | 12 ago 1994 | Siding Spring          | R. H. McNaught             | —         | MPC                           |
| 168335               | 1994 PW24  | 12 ago 1994 | La Silla               | E. W. Elst                 | —         | MPC                           |
| 168336               | 1994 PV28  | 12 ago 1994 | La Silla               | E. W. Elst                 | —         | MPC                           |
| 168337               | 1994 SK1   | 27 set 1994 | Kitt Peak              | Spacewatch                 | —         | MPC                           |
| 168338               | 1994 UW10  | 29 out 1994 | Kitt Peak              | Spacewatch                 | —         | MPC                           |
| 168339               | 1995 FS8   | 26 mar 1995 | Kitt Peak              | Spacewatch                 | —         | MPC                           |
| 168340               | 1995 JE1   | 4 mai 1995  | Kitt Peak              | Spacewatch                 | —         | MPC                           |
| 168341               | 1995 MT1   | 23 jun 1995 | Kitt Peak              | Spacewatch                 | —         | MPC                           |
| 168342               | 1995 MG4   | 29 jun 1995 | Kitt Peak              | Spacewatch                 | —         | MPC                           |
| 168343               | 1995 OJ2   | 22 jul 1995 | Kitt Peak              | Spacewatch                 | —         | MPC                           |
| 168344               | 1995 OD14  | 23 jul 1995 | Kitt Peak              | Spacewatch                 | Ursula    | MPC                           |
| 168345               | 1995 SR30  | 20 set 1995 | Kitt Peak              | Spacewatch                 | Mitidika  | MPC                           |
| 168346               | 1995 SH89  | 29 set 1995 | Kitt Peak              | Spacewatch                 | —         | MPC                           |
| 168347               | 1995 UG13  | 17 out 1995 | Kitt Peak              | Spacewatch                 | Mitidika  | MPC                           |
| 168348               | 1995 UZ18  | 19 out 1995 | Kitt Peak              | Spacewatch                 | —         | MPC                           |
| 168349               | 1995 UZ30  | 20 out 1995 | Kitt Peak              | Spacewatch                 | —         | MPC                           |
| 168350               | 1995 UX42  | 24 out 1995 | Kitt Peak              | Spacewatch                 | —         | MPC                           |
| 168351               | 1995 UY51  | 20 out 1995 | Kitt Peak              | Spacewatch                 | —         | MPC                           |
| 168352               | 1995 VV3   | 14 nov 1995 | Kitt Peak              | Spacewatch                 | Ursula    | MPC                           |
| 168353               | 1995 VQ5   | 14 nov 1995 | Kitt Peak              | Spacewatch                 | —         | MPC                           |
| 168354               | 1996 AE6   | 12 jan 1996 | Kitt Peak              | Spacewatch                 | —         | MPC                           |
| 168355               | 1996 AU8   | 13 jan 1996 | Kitt Peak              | Spacewatch                 | —         | MPC                           |
| 168356               | 1996 AF15  | 12 jan 1996 | Kitt Peak              | Spacewatch                 | —         | MPC                           |
| 168357               | 1996 CF2   | 15 fev 1996 | Kitt Peak              | Spacewatch                 | —         | MPC                           |
| 168358 Casca         | 1996 DF2   | 24 fev 1996 | NRC-DAO                | D. D. Balam                | —         | MPC                           |
| 168359               | 1996 DH3   | 29 fev 1996 | Haleakalā              | AMOS                       | —         | MPC                           |
| 168360               | 1996 PC    | 6 ago 1996  | Prescott               | P. G. Comba                | —         | MPC                           |
| 168361               | 1996 RB18  | 14 set 1996 | Kitt Peak              | Spacewatch                 | —         | MPC                           |
| 168362               | 1996 RV28  | 11 set 1996 | La Silla               | UDTS                       | Vesta     | MPC                           |
| 168363               | 1996 TG18  | 4 out 1996  | Kitt Peak              | Spacewatch                 | —         | MPC                           |
| 168364               | 1996 TZ19  | 5 out 1996  | Kitt Peak              | Spacewatch                 | Vesta     | MPC                           |
| 168365               | 1996 TT25  | 6 out 1996  | Kitt Peak              | Spacewatch                 | Mitidika  | MPC                           |
| 168366               | 1996 TC42  | 8 out 1996  | La Silla               | E. W. Elst                 | —         | MPC                           |
| 168367               | 1996 UT4   | 18 out 1996 | Caussols               | ODAS                       | —         | MPC                           |
| 168368               | 1996 WU3   | 18 nov 1996 | Kitt Peak              | Spacewatch                 | —         | MPC                           |
| 168369               | 1996 XP6   | 1 dez 1996  | Kitt Peak              | Spacewatch                 | —         | MPC                           |
| 168370               | 1996 XA17  | 4 dez 1996  | Kitt Peak              | Spacewatch                 | —         | MPC                           |
| 168371               | 1996 XF20  | 4 dez 1996  | Kitt Peak              | Spacewatch                 | —         | MPC                           |
| 168372               | 1996 XV22  | 12 dez 1996 | Kitt Peak              | Spacewatch                 | —         | MPC                           |
| 168373               | 1997 CC11  | 3 fev 1997  | Kitt Peak              | Spacewatch                 | —         | MPC                           |
| 168374               | 1997 CH23  | 4 fev 1997  | Kitt Peak              | Spacewatch                 | —         | MPC                           |
| 168375               | 1997 EE1   | 3 mar 1997  | Kitt Peak              | Spacewatch                 | —         | MPC                           |
| 168376               | 1997 EK15  | 4 mar 1997  | Kitt Peak              | Spacewatch                 | —         | MPC                           |
| 168377               | 1997 EY16  | 8 mar 1997  | Kitt Peak              | Spacewatch                 | —         | MPC                           |
| 168378               | 1997 ET30  | 12 mar 1997 | Kitt Peak              | Spacewatch                 | —         | MPC                           |
| 168379               | 1997 GB15  | 3 abr 1997  | Socorro                | LINEAR                     | —         | MPC                           |
| 168380               | 1997 HX16  | 30 abr 1997 | Kitt Peak              | Spacewatch                 | —         | MPC                           |
| 168381               | 1997 LY4   | 10 jun 1997 | Xinglong               | SCAP                       | —         | MPC                           |
| 168382               | 1997 MC6   | 26 jun 1997 | Kitt Peak              | Spacewatch                 | —         | MPC                           |
| 168383               | 1997 MG8   | 29 jun 1997 | Kitt Peak              | Spacewatch                 | —         | MPC                           |
| 168384               | 1997 NP3   | 6 jul 1997  | Kitt Peak              | Spacewatch                 | —         | MPC                           |
| 168385               | 1997 RH4   | 5 set 1997  | Caussols               | ODAS                       | —         | MPC                           |
| 168386               | 1997 SR23  | 29 set 1997 | Kitt Peak              | Spacewatch                 | —         | MPC                           |
| 168387               | 1997 SJ30  | 30 set 1997 | Kitt Peak              | Spacewatch                 | —         | MPC                           |
| 168388               | 1997 TF5   | 1 out 1997  | Caussols               | ODAS                       | —         | MPC                           |
| 168389               | 1997 TC12  | 2 out 1997  | Kitt Peak              | Spacewatch                 | —         | MPC                           |
| 168390               | 1997 WF6   | 23 nov 1997 | Kitt Peak              | Spacewatch                 | —         | MPC                           |
| 168391               | 1997 WK36  | 29 nov 1997 | Socorro                | LINEAR                     | —         | MPC                           |
| 168392               | 1997 YU17  | 31 dez 1997 | Kitt Peak              | Spacewatch                 | —         | MPC                           |
| 168393               | 1998 AU4   | 6 jan 1998  | Kitt Peak              | Spacewatch                 | —         | MPC                           |
| 168394               | 1998 BX2   | 19 jan 1998 | Nachi-Katsuura         | Y. Shimizu, T. Urata       | —         | MPC                           |
| 168395               | 1998 BQ18  | 23 jan 1998 | Kitt Peak              | Spacewatch                 | —         | MPC                           |
| 168396               | 1998 BN31  | 26 jan 1998 | Kitt Peak              | Spacewatch                 | —         | MPC                           |
| 168397               | 1998 BD48  | 29 jan 1998 | Kitt Peak              | Spacewatch                 | —         | MPC                           |
| 168398               | 1998 DG    | 17 fev 1998 | Modra                  | A. Galád, A. Pravda        | —         | MPC                           |
| 168399               | 1998 DP12  | 24 fev 1998 | Kitt Peak              | Spacewatch                 | —         | MPC                           |
| 168400               | 1998 EC5   | 1 mar 1998  | Kitt Peak              | Spacewatch                 | —         | MPC                           |

## 168401–168500
| Designação | Designação | Descoberta  | Descoberta          | Descobridor(es) | Categoria | Mais informações / Referência |
| Permanente | Provisória | Data        | Local               | Descobridor(es) | Categoria | Mais informações / Referência |
| ---------- | ---------- | ----------- | ------------------- | --------------- | --------- | ----------------------------- |
| 168401     | 1998 EF11  | 1 mar 1998  | La Silla            | E. W. Elst      | —         | MPC                           |
| 168402     | 1998 FT47  | 20 mar 1998 | Socorro             | LINEAR          | —         | MPC                           |
| 168403     | 1998 FW76  | 24 mar 1998 | Socorro             | LINEAR          | —         | MPC                           |
| 168404     | 1998 FP92  | 24 mar 1998 | Socorro             | LINEAR          | —         | MPC                           |
| 168405     | 1998 FW115 | 31 mar 1998 | Socorro             | LINEAR          | —         | MPC                           |
| 168406     | 1998 FP119 | 20 mar 1998 | Socorro             | LINEAR          | —         | MPC                           |
| 168407     | 1998 FP138 | 28 mar 1998 | Socorro             | LINEAR          | —         | MPC                           |
| 168408     | 1998 HY11  | 19 abr 1998 | Kitt Peak           | Spacewatch      | —         | MPC                           |
| 168409     | 1998 HA25  | 17 abr 1998 | Kitt Peak           | Spacewatch      | Brangane  | MPC                           |
| 168410     | 1998 HG99  | 21 abr 1998 | Socorro             | LINEAR          | Mitidika  | MPC                           |
| 168411     | 1998 HO113 | 23 abr 1998 | Socorro             | LINEAR          | —         | MPC                           |
| 168412     | 1998 HW154 | 19 abr 1998 | Socorro             | LINEAR          | —         | MPC                           |
| 168413     | 1998 QJ10  | 17 ago 1998 | Socorro             | LINEAR          | —         | MPC                           |
| 168414     | 1998 QY12  | 17 ago 1998 | Socorro             | LINEAR          | —         | MPC                           |
| 168415     | 1998 QJ22  | 17 ago 1998 | Socorro             | LINEAR          | —         | MPC                           |
| 168416     | 1998 QE30  | 26 ago 1998 | Xinglong            | SCAP            | —         | MPC                           |
| 168417     | 1998 QF42  | 17 ago 1998 | Socorro             | LINEAR          | —         | MPC                           |
| 168418     | 1998 QC50  | 17 ago 1998 | Socorro             | LINEAR          | Eos       | MPC                           |
| 168419     | 1998 QE50  | 17 ago 1998 | Socorro             | LINEAR          | —         | MPC                           |
| 168420     | 1998 QQ56  | 30 ago 1998 | Kitt Peak           | Spacewatch      | —         | MPC                           |
| 168421     | 1998 QW75  | 24 ago 1998 | Socorro             | LINEAR          | —         | MPC                           |
| 168422     | 1998 QE82  | 24 ago 1998 | Socorro             | LINEAR          | —         | MPC                           |
| 168423     | 1998 QG96  | 19 ago 1998 | Socorro             | LINEAR          | —         | MPC                           |
| 168424     | 1998 QG104 | 26 ago 1998 | La Silla            | E. W. Elst      | —         | MPC                           |
| 168425     | 1998 RB29  | 14 set 1998 | Socorro             | LINEAR          | Pallas    | MPC                           |
| 168426     | 1998 SJ54  | 16 set 1998 | Anderson Mesa       | LONEOS          | —         | MPC                           |
| 168427     | 1998 SL69  | 19 set 1998 | Socorro             | LINEAR          | Eos       | MPC                           |
| 168428     | 1998 SG87  | 26 set 1998 | Socorro             | LINEAR          | —         | MPC                           |
| 168429     | 1998 SP90  | 26 set 1998 | Socorro             | LINEAR          | —         | MPC                           |
| 168430     | 1998 SR96  | 26 set 1998 | Socorro             | LINEAR          | —         | MPC                           |
| 168431     | 1998 SB130 | 26 set 1998 | Socorro             | LINEAR          | —         | MPC                           |
| 168432     | 1998 TZ8   | 12 out 1998 | Kitt Peak           | Spacewatch      | —         | MPC                           |
| 168433     | 1998 UM5   | 22 out 1998 | Caussols            | ODAS            | —         | MPC                           |
| 168434     | 1998 VA16  | 10 nov 1998 | Socorro             | LINEAR          | —         | MPC                           |
| 168435     | 1998 VL21  | 10 nov 1998 | Socorro             | LINEAR          | —         | MPC                           |
| 168436     | 1998 VH22  | 10 nov 1998 | Socorro             | LINEAR          | —         | MPC                           |
| 168437     | 1998 VC23  | 10 nov 1998 | Socorro             | LINEAR          | —         | MPC                           |
| 168438     | 1998 VT39  | 14 nov 1998 | Kitt Peak           | Spacewatch      | —         | MPC                           |
| 168439     | 1998 VS52  | 13 nov 1998 | Socorro             | LINEAR          | —         | MPC                           |
| 168440     | 1998 WT2   | 17 nov 1998 | Caussols            | ODAS            | —         | MPC                           |
| 168441     | 1998 WD3   | 18 nov 1998 | Gekko               | T. Kagawa       | —         | MPC                           |
| 168442     | 1998 XO5   | 8 dez 1998  | Kitt Peak           | Spacewatch      | —         | MPC                           |
| 168443     | 1998 XL9   | 12 dez 1998 | Višnjan Observatory | K. Korlević     | —         | MPC                           |
| 168444     | 1998 XX22  | 11 dez 1998 | Kitt Peak           | Spacewatch      | Eos       | MPC                           |
| 168445     | 1998 YE8   | 21 dez 1998 | Uenohara            | N. Kawasato     | —         | MPC                           |
| 168446     | 1998 YM21  | 26 dez 1998 | Kitt Peak           | Spacewatch      | —         | MPC                           |
| 168447     | 1999 AT1   | 8 jan 1999  | Kitt Peak           | Spacewatch      | —         | MPC                           |
| 168448     | 1999 AE4   | 6 jan 1999  | Anderson Mesa       | LONEOS          | —         | MPC                           |
| 168449     | 1999 AN13  | 7 jan 1999  | Kitt Peak           | Spacewatch      | —         | MPC                           |
| 168450     | 1999 AD22  | 11 jan 1999 | Xinglong            | SCAP            | —         | MPC                           |
| 168451     | 1999 CG43  | 10 fev 1999 | Socorro             | LINEAR          | —         | MPC                           |
| 168452     | 1999 CC117 | 12 fev 1999 | Socorro             | LINEAR          | —         | MPC                           |
| 168453     | 1999 CG130 | 6 fev 1999  | Mauna Kea           | C. Veillet      | —         | MPC                           |
| 168454     | 1999 EB10  | 14 mar 1999 | Kitt Peak           | Spacewatch      | —         | MPC                           |
| 168455     | 1999 FM1   | 16 mar 1999 | Kitt Peak           | Spacewatch      | —         | MPC                           |
| 168456     | 1999 FC4   | 16 mar 1999 | Kitt Peak           | Spacewatch      | —         | MPC                           |
| 168457     | 1999 FE5   | 18 mar 1999 | Kitt Peak           | Spacewatch      | —         | MPC                           |
| 168458     | 1999 FK12  | 18 mar 1999 | Kitt Peak           | Spacewatch      | —         | MPC                           |
| 168459     | 1999 FV20  | 19 mar 1999 | Kitt Peak           | Spacewatch      | —         | MPC                           |
| 168460     | 1999 GM3   | 7 abr 1999  | Kitt Peak           | Spacewatch      | —         | MPC                           |
| 168461     | 1999 HY4   | 17 abr 1999 | Kitt Peak           | Spacewatch      | —         | MPC                           |
| 168462     | 1999 JT29  | 10 mai 1999 | Socorro             | LINEAR          | —         | MPC                           |
| 168463     | 1999 JD47  | 10 mai 1999 | Socorro             | LINEAR          | —         | MPC                           |
| 168464     | 1999 JR71  | 12 mai 1999 | Socorro             | LINEAR          | —         | MPC                           |
| 168465     | 1999 JR89  | 12 mai 1999 | Socorro             | LINEAR          | —         | MPC                           |
| 168466     | 1999 JM112 | 13 mai 1999 | Socorro             | LINEAR          | —         | MPC                           |
| 168467     | 1999 JW127 | 10 mai 1999 | Socorro             | LINEAR          | —         | MPC                           |
| 168468     | 1999 KK2   | 16 mai 1999 | Kitt Peak           | Spacewatch      | —         | MPC                           |
| 168469     | 1999 KS10  | 18 mai 1999 | Socorro             | LINEAR          | —         | MPC                           |
| 168470     | 1999 LT29  | 10 jun 1999 | Kitt Peak           | Spacewatch      | —         | MPC                           |
| 168471     | 1999 LS30  | 12 jun 1999 | Kitt Peak           | Spacewatch      | —         | MPC                           |
| 168472     | 1999 PQ4   | 8 ago 1999  | Uenohara            | N. Kawasato     | —         | MPC                           |
| 168473     | 1999 QU1   | 20 ago 1999 | Gnosca              | S. Sposetti     | —         | MPC                           |
| 168474     | 1999 RN3   | 4 set 1999  | Catalina            | CSS             | —         | MPC                           |
| 168475     | 1999 RN24  | 7 set 1999  | Socorro             | LINEAR          | Mitidika  | MPC                           |
| 168476     | 1999 RM30  | 8 set 1999  | Socorro             | LINEAR          | —         | MPC                           |
| 168477     | 1999 RE31  | 8 set 1999  | Socorro             | LINEAR          | —         | MPC                           |
| 168478     | 1999 RF60  | 7 set 1999  | Socorro             | LINEAR          | —         | MPC                           |
| 168479     | 1999 RQ62  | 7 set 1999  | Socorro             | LINEAR          | —         | MPC                           |
| 168480     | 1999 RJ81  | 7 set 1999  | Socorro             | LINEAR          | —         | MPC                           |
| 168481     | 1999 RN85  | 7 set 1999  | Socorro             | LINEAR          | Mitidika  | MPC                           |
| 168482     | 1999 RD123 | 9 set 1999  | Socorro             | LINEAR          | —         | MPC                           |
| 168483     | 1999 RV124 | 13 set 1999 | Kitt Peak           | Spacewatch      | —         | MPC                           |
| 168484     | 1999 RP125 | 9 set 1999  | Socorro             | LINEAR          | —         | MPC                           |
| 168485     | 1999 RP134 | 9 set 1999  | Socorro             | LINEAR          | —         | MPC                           |
| 168486     | 1999 RS134 | 9 set 1999  | Socorro             | LINEAR          | —         | MPC                           |
| 168487     | 1999 RV138 | 9 set 1999  | Socorro             | LINEAR          | —         | MPC                           |
| 168488     | 1999 RZ147 | 9 set 1999  | Socorro             | LINEAR          | —         | MPC                           |
| 168489     | 1999 RM150 | 9 set 1999  | Socorro             | LINEAR          | —         | MPC                           |
| 168490     | 1999 RC152 | 9 set 1999  | Socorro             | LINEAR          | —         | MPC                           |
| 168491     | 1999 RT153 | 9 set 1999  | Socorro             | LINEAR          | —         | MPC                           |
| 168492     | 1999 RL159 | 9 set 1999  | Socorro             | LINEAR          | Mitidika  | MPC                           |
| 168493     | 1999 RQ163 | 9 set 1999  | Socorro             | LINEAR          | —         | MPC                           |
| 168494     | 1999 RE177 | 9 set 1999  | Socorro             | LINEAR          | —         | MPC                           |
| 168495     | 1999 RB188 | 9 set 1999  | Socorro             | LINEAR          | Mitidika  | MPC                           |
| 168496     | 1999 RN191 | 11 set 1999 | Socorro             | LINEAR          | —         | MPC                           |
| 168497     | 1999 RX207 | 8 set 1999  | Socorro             | LINEAR          | —         | MPC                           |
| 168498     | 1999 RG208 | 8 set 1999  | Socorro             | LINEAR          | —         | MPC                           |
| 168499     | 1999 RK223 | 7 set 1999  | Socorro             | LINEAR          | —         | MPC                           |
| 168500     | 1999 RJ249 | 7 set 1999  | Socorro             | LINEAR          | —         | MPC                           |

## 168501–168600
| Designação          | Designação | Descoberta  | Descoberta          | Descobridor(es)        | Categoria | Mais informações / Referência |
| Permanente          | Provisória | Data        | Local               | Descobridor(es)        | Categoria | Mais informações / Referência |
| ------------------- | ---------- | ----------- | ------------------- | ---------------------- | --------- | ----------------------------- |
| 168501              | 1999 RQ249 | 4 set 1999  | Catalina            | CSS                    | —         | MPC                           |
| 168502              | 1999 SS10  | 29 set 1999 | Xinglong            | SCAP                   | —         | MPC                           |
| 168503              | 1999 TL8   | 6 out 1999  | Višnjan Observatory | K. Korlević, M. Jurić  | —         | MPC                           |
| 168504              | 1999 TL15  | 12 out 1999 | Ondřejov            | P. Kušnirák, P. Pravec | Mitidika  | MPC                           |
| 168505              | 1999 TL37  | 13 out 1999 | Anderson Mesa       | LONEOS                 | —         | MPC                           |
| 168506              | 1999 TQ50  | 4 out 1999  | Kitt Peak           | Spacewatch             | Mitidika  | MPC                           |
| 168507              | 1999 TC64  | 8 out 1999  | Kitt Peak           | Spacewatch             | —         | MPC                           |
| 168508              | 1999 TT68  | 9 out 1999  | Kitt Peak           | Spacewatch             | —         | MPC                           |
| 168509              | 1999 TU68  | 9 out 1999  | Kitt Peak           | Spacewatch             | —         | MPC                           |
| 168510              | 1999 TK81  | 12 out 1999 | Kitt Peak           | Spacewatch             | —         | MPC                           |
| 168511              | 1999 TH98  | 2 out 1999  | Socorro             | LINEAR                 | —         | MPC                           |
| 168512              | 1999 TV104 | 3 out 1999  | Socorro             | LINEAR                 | —         | MPC                           |
| 168513              | 1999 TE131 | 6 out 1999  | Socorro             | LINEAR                 | —         | MPC                           |
| 168514              | 1999 TX134 | 6 out 1999  | Socorro             | LINEAR                 | —         | MPC                           |
| 168515              | 1999 TY142 | 7 out 1999  | Socorro             | LINEAR                 | —         | MPC                           |
| 168516              | 1999 TY159 | 9 out 1999  | Socorro             | LINEAR                 | —         | MPC                           |
| 168517              | 1999 TJ166 | 10 out 1999 | Socorro             | LINEAR                 | Juno      | MPC                           |
| 168518              | 1999 TX170 | 10 out 1999 | Socorro             | LINEAR                 | —         | MPC                           |
| 168519              | 1999 TS193 | 12 out 1999 | Socorro             | LINEAR                 | —         | MPC                           |
| 168520              | 1999 TV233 | 3 out 1999  | Socorro             | LINEAR                 | Juno      | MPC                           |
| 168521              | 1999 TV236 | 3 out 1999  | Catalina            | CSS                    | —         | MPC                           |
| 168522              | 1999 TM238 | 4 out 1999  | Catalina            | CSS                    | —         | MPC                           |
| 168523              | 1999 TN242 | 4 out 1999  | Catalina            | CSS                    | —         | MPC                           |
| 168524              | 1999 TO253 | 10 out 1999 | Kitt Peak           | Spacewatch             | —         | MPC                           |
| 168525              | 1999 TM259 | 9 out 1999  | Socorro             | LINEAR                 | Pallas    | MPC                           |
| 168526              | 1999 TG279 | 7 out 1999  | Socorro             | LINEAR                 | —         | MPC                           |
| 168527              | 1999 TV318 | 12 out 1999 | Kitt Peak           | Spacewatch             | —         | MPC                           |
| 168528              | 1999 UA16  | 29 out 1999 | Catalina            | CSS                    | —         | MPC                           |
| 168529              | 1999 UQ20  | 31 out 1999 | Kitt Peak           | Spacewatch             | —         | MPC                           |
| 168530              | 1999 UU33  | 31 out 1999 | Kitt Peak           | Spacewatch             | Juno      | MPC                           |
| 168531 Joshuakammer | 1999 VF12  | 10 nov 1999 | Kitt Peak           | M. W. Buie             | —         | MPC                           |
| 168532              | 1999 VV21  | 12 nov 1999 | Višnjan Observatory | K. Korlević            | —         | MPC                           |
| 168533              | 1999 VQ39  | 10 nov 1999 | Socorro             | LINEAR                 | —         | MPC                           |
| 168534              | 1999 VW45  | 4 nov 1999  | Catalina            | CSS                    | —         | MPC                           |
| 168535              | 1999 VF65  | 4 nov 1999  | Socorro             | LINEAR                 | —         | MPC                           |
| 168536              | 1999 VU66  | 4 nov 1999  | Socorro             | LINEAR                 | —         | MPC                           |
| 168537              | 1999 VG68  | 4 nov 1999  | Socorro             | LINEAR                 | —         | MPC                           |
| 168538              | 1999 VA85  | 6 nov 1999  | Kitt Peak           | Spacewatch             | —         | MPC                           |
| 168539              | 1999 VF89  | 4 nov 1999  | Socorro             | LINEAR                 | —         | MPC                           |
| 168540              | 1999 VT95  | 9 nov 1999  | Socorro             | LINEAR                 | —         | MPC                           |
| 168541              | 1999 VY99  | 9 nov 1999  | Socorro             | LINEAR                 | —         | MPC                           |
| 168542              | 1999 VL123 | 5 nov 1999  | Kitt Peak           | Spacewatch             | —         | MPC                           |
| 168543              | 1999 VL128 | 9 nov 1999  | Kitt Peak           | Spacewatch             | —         | MPC                           |
| 168544              | 1999 VE149 | 14 nov 1999 | Socorro             | LINEAR                 | —         | MPC                           |
| 168545              | 1999 VE169 | 14 nov 1999 | Socorro             | LINEAR                 | Juno      | MPC                           |
| 168546              | 1999 VA189 | 15 nov 1999 | Socorro             | LINEAR                 | —         | MPC                           |
| 168547              | 1999 VK191 | 12 nov 1999 | Socorro             | LINEAR                 | —         | MPC                           |
| 168548              | 1999 VH194 | 1 nov 1999  | Socorro             | LINEAR                 | Juno      | MPC                           |
| 168549              | 1999 VR209 | 11 nov 1999 | Catalina            | CSS                    | —         | MPC                           |
| 168550              | 1999 VQ212 | 12 nov 1999 | Socorro             | LINEAR                 | —         | MPC                           |
| 168551              | 1999 WH4   | 28 nov 1999 | Chiyoda             | T. Kojima              | Mitidika  | MPC                           |
| 168552              | 1999 WV7   | 29 nov 1999 | Višnjan Observatory | K. Korlević            | —         | MPC                           |
| 168553              | 1999 WF9   | 29 nov 1999 | Črni Vrh            | Črni Vrh               | —         | MPC                           |
| 168554              | 1999 WS13  | 30 nov 1999 | Črni Vrh            | Črni Vrh               | —         | MPC                           |
| 168555              | 1999 WY17  | 30 nov 1999 | Kitt Peak           | Spacewatch             | Mitidika  | MPC                           |
| 168556              | 1999 WJ24  | 28 nov 1999 | Kitt Peak           | Spacewatch             | —         | MPC                           |
| 168557              | 1999 XF6   | 4 dez 1999  | Catalina            | CSS                    | Pallas    | MPC                           |
| 168558              | 1999 XX16  | 7 dez 1999  | Socorro             | LINEAR                 | —         | MPC                           |
| 168559              | 1999 XE26  | 6 dez 1999  | Socorro             | LINEAR                 | —         | MPC                           |
| 168560              | 1999 XK27  | 6 dez 1999  | Socorro             | LINEAR                 | —         | MPC                           |
| 168561              | 1999 XP27  | 6 dez 1999  | Socorro             | LINEAR                 | —         | MPC                           |
| 168562              | 1999 XM39  | 6 dez 1999  | Socorro             | LINEAR                 | —         | MPC                           |
| 168563              | 1999 XR77  | 7 dez 1999  | Socorro             | LINEAR                 | Pallas    | MPC                           |
| 168564              | 1999 XM85  | 7 dez 1999  | Socorro             | LINEAR                 | Phocaea   | MPC                           |
| 168565              | 1999 XL86  | 7 dez 1999  | Socorro             | LINEAR                 | —         | MPC                           |
| 168566              | 1999 XE94  | 7 dez 1999  | Socorro             | LINEAR                 | —         | MPC                           |
| 168567              | 1999 XH94  | 7 dez 1999  | Socorro             | LINEAR                 | —         | MPC                           |
| 168568              | 1999 XP119 | 5 dez 1999  | Catalina            | CSS                    | —         | MPC                           |
| 168569              | 1999 XY130 | 12 dez 1999 | Socorro             | LINEAR                 | Phocaea   | MPC                           |
| 168570              | 1999 XU132 | 12 dez 1999 | Socorro             | LINEAR                 | —         | MPC                           |
| 168571              | 1999 XB136 | 13 dez 1999 | Socorro             | LINEAR                 | —         | MPC                           |
| 168572              | 1999 XS141 | 10 dez 1999 | Socorro             | LINEAR                 | —         | MPC                           |
| 168573              | 1999 XZ141 | 12 dez 1999 | Socorro             | LINEAR                 | —         | MPC                           |
| 168574              | 1999 XD142 | 12 dez 1999 | Socorro             | LINEAR                 | —         | MPC                           |
| 168575              | 1999 XL142 | 12 dez 1999 | Socorro             | LINEAR                 | Juno      | MPC                           |
| 168576              | 1999 XM142 | 12 dez 1999 | Socorro             | LINEAR                 | —         | MPC                           |
| 168577              | 1999 XO142 | 12 dez 1999 | Socorro             | LINEAR                 | —         | MPC                           |
| 168578              | 1999 XJ179 | 10 dez 1999 | Socorro             | LINEAR                 | —         | MPC                           |
| 168579              | 1999 XG182 | 12 dez 1999 | Socorro             | LINEAR                 | Phocaea   | MPC                           |
| 168580              | 1999 XS208 | 13 dez 1999 | Socorro             | LINEAR                 | —         | MPC                           |
| 168581              | 1999 XO216 | 13 dez 1999 | Kitt Peak           | Spacewatch             | —         | MPC                           |
| 168582              | 1999 XP228 | 14 dez 1999 | Kitt Peak           | Spacewatch             | —         | MPC                           |
| 168583              | 1999 XJ231 | 7 dez 1999  | Catalina            | CSS                    | Juno      | MPC                           |
| 168584              | 1999 XN233 | 3 dez 1999  | Socorro             | LINEAR                 | —         | MPC                           |
| 168585              | 1999 XJ236 | 4 dez 1999  | Kitt Peak           | Spacewatch             | —         | MPC                           |
| 168586              | 1999 YN1   | 17 dez 1999 | Socorro             | LINEAR                 | Juno      | MPC                           |
| 168587              | 1999 YM6   | 30 dez 1999 | Socorro             | LINEAR                 | —         | MPC                           |
| 168588              | 1999 YN19  | 29 dez 1999 | Mauna Kea           | C. Veillet             | —         | MPC                           |
| 168589              | 1999 YU27  | 30 dez 1999 | Socorro             | LINEAR                 | —         | MPC                           |
| 168590              | 2000 AE9   | 2 jan 2000  | Socorro             | LINEAR                 | —         | MPC                           |
| 168591              | 2000 AF16  | 3 jan 2000  | Socorro             | LINEAR                 | —         | MPC                           |
| 168592              | 2000 AY24  | 3 jan 2000  | Socorro             | LINEAR                 | —         | MPC                           |
| 168593              | 2000 AS28  | 3 jan 2000  | Socorro             | LINEAR                 | —         | MPC                           |
| 168594              | 2000 AV31  | 3 jan 2000  | Socorro             | LINEAR                 | —         | MPC                           |
| 168595              | 2000 AP35  | 3 jan 2000  | Socorro             | LINEAR                 | —         | MPC                           |
| 168596              | 2000 AV42  | 4 jan 2000  | Socorro             | LINEAR                 | —         | MPC                           |
| 168597              | 2000 AW47  | 4 jan 2000  | Socorro             | LINEAR                 | —         | MPC                           |
| 168598              | 2000 AG49  | 5 jan 2000  | Socorro             | LINEAR                 | Juno      | MPC                           |
| 168599              | 2000 AY63  | 4 jan 2000  | Socorro             | LINEAR                 | —         | MPC                           |
| 168600              | 2000 AA69  | 5 jan 2000  | Socorro             | LINEAR                 | —         | MPC                           |

## 168601–168700
| Designação            | Designação | Descoberta  | Descoberta        | Descobridor(es)                           | Categoria | Mais informações / Referência |
| Permanente            | Provisória | Data        | Local             | Descobridor(es)                           | Categoria | Mais informações / Referência |
| --------------------- | ---------- | ----------- | ----------------- | ----------------------------------------- | --------- | ----------------------------- |
| 168601                | 2000 AD74  | 5 jan 2000  | Socorro           | LINEAR                                    | —         | MPC                           |
| 168602                | 2000 AA88  | 5 jan 2000  | Socorro           | LINEAR                                    | —         | MPC                           |
| 168603                | 2000 AH126 | 5 jan 2000  | Socorro           | LINEAR                                    | —         | MPC                           |
| 168604                | 2000 AJ133 | 3 jan 2000  | Socorro           | LINEAR                                    | —         | MPC                           |
| 168605                | 2000 AG134 | 4 jan 2000  | Socorro           | LINEAR                                    | Phocaea   | MPC                           |
| 168606                | 2000 AS154 | 3 jan 2000  | Socorro           | LINEAR                                    | —         | MPC                           |
| 168607                | 2000 AV167 | 8 jan 2000  | Socorro           | LINEAR                                    | —         | MPC                           |
| 168608                | 2000 AA176 | 7 jan 2000  | Socorro           | LINEAR                                    | —         | MPC                           |
| 168609                | 2000 AO181 | 7 jan 2000  | Socorro           | LINEAR                                    | —         | MPC                           |
| 168610                | 2000 AD196 | 8 jan 2000  | Socorro           | LINEAR                                    | —         | MPC                           |
| 168611                | 2000 AJ214 | 6 jan 2000  | Kitt Peak         | Spacewatch                                | —         | MPC                           |
| 168612                | 2000 AP229 | 3 jan 2000  | Kitt Peak         | Spacewatch                                | —         | MPC                           |
| 168613                | 2000 AA246 | 7 jan 2000  | Mauna Kea         | D. J. Tholen, R. J. Whiteley              | —         | MPC                           |
| 168614                | 2000 BW6   | 27 jan 2000 | Socorro           | LINEAR                                    | —         | MPC                           |
| 168615                | 2000 BC12  | 28 jan 2000 | Kitt Peak         | Spacewatch                                | —         | MPC                           |
| 168616                | 2000 BN21  | 29 jan 2000 | Kitt Peak         | Spacewatch                                | —         | MPC                           |
| 168617                | 2000 BH26  | 30 jan 2000 | Socorro           | LINEAR                                    | —         | MPC                           |
| 168618                | 2000 BT26  | 30 jan 2000 | Socorro           | LINEAR                                    | —         | MPC                           |
| 168619                | 2000 BB40  | 27 jan 2000 | Kitt Peak         | Spacewatch                                | —         | MPC                           |
| 168620                | 2000 BD41  | 30 jan 2000 | Kitt Peak         | Spacewatch                                | —         | MPC                           |
| 168621                | 2000 CD2   | 2 fev 2000  | Oizumi            | T. Kobayashi                              | —         | MPC                           |
| 168622                | 2000 CA14  | 2 fev 2000  | Socorro           | LINEAR                                    | —         | MPC                           |
| 168623                | 2000 CU15  | 2 fev 2000  | Socorro           | LINEAR                                    | —         | MPC                           |
| 168624                | 2000 CW22  | 2 fev 2000  | Socorro           | LINEAR                                    | —         | MPC                           |
| 168625                | 2000 CN28  | 2 fev 2000  | Socorro           | LINEAR                                    | —         | MPC                           |
| 168626                | 2000 CE55  | 3 fev 2000  | Socorro           | LINEAR                                    | —         | MPC                           |
| 168627                | 2000 CO65  | 4 fev 2000  | Socorro           | LINEAR                                    | —         | MPC                           |
| 168628                | 2000 CU66  | 6 fev 2000  | Socorro           | LINEAR                                    | —         | MPC                           |
| 168629                | 2000 CB69  | 1 fev 2000  | Kitt Peak         | Spacewatch                                | —         | MPC                           |
| 168630                | 2000 CO83  | 4 fev 2000  | Socorro           | LINEAR                                    | —         | MPC                           |
| 168631                | 2000 CG84  | 4 fev 2000  | Socorro           | LINEAR                                    | —         | MPC                           |
| 168632                | 2000 CB88  | 4 fev 2000  | Socorro           | LINEAR                                    | —         | MPC                           |
| 168633                | 2000 CE101 | 12 fev 2000 | Kitt Peak         | Spacewatch                                | —         | MPC                           |
| 168634                | 2000 CM101 | 15 fev 2000 | Oaxaca            | J. M. Roe                                 | —         | MPC                           |
| 168635 Davidkaufmann  | 2000 CU109 | 5 fev 2000  | Kitt Peak         | M. W. Buie                                | —         | MPC                           |
| 168636                | 2000 CV135 | 2 fev 2000  | Kitt Peak         | Spacewatch                                | —         | MPC                           |
| 168637                | 2000 CC137 | 4 fev 2000  | Kitt Peak         | Spacewatch                                | —         | MPC                           |
| 168638 Waltersiegmund | 2000 CH149 | 12 fev 2000 | Apache Point      | SDSS                                      | —         | MPC                           |
| 168639                | 2000 DC9   | 26 fev 2000 | Kitt Peak         | Spacewatch                                | —         | MPC                           |
| 168640                | 2000 DM10  | 26 fev 2000 | Kitt Peak         | Spacewatch                                | —         | MPC                           |
| 168641                | 2000 DA11  | 26 fev 2000 | Kitt Peak         | Spacewatch                                | —         | MPC                           |
| 168642                | 2000 DT36  | 29 fev 2000 | Socorro           | LINEAR                                    | —         | MPC                           |
| 168643                | 2000 DP40  | 29 fev 2000 | Socorro           | LINEAR                                    | —         | MPC                           |
| 168644                | 2000 DY41  | 29 fev 2000 | Socorro           | LINEAR                                    | —         | MPC                           |
| 168645                | 2000 DU48  | 29 fev 2000 | Socorro           | LINEAR                                    | —         | MPC                           |
| 168646                | 2000 DE54  | 29 fev 2000 | Socorro           | LINEAR                                    | —         | MPC                           |
| 168647                | 2000 DF54  | 29 fev 2000 | Socorro           | LINEAR                                    | —         | MPC                           |
| 168648                | 2000 DZ56  | 29 fev 2000 | Socorro           | LINEAR                                    | —         | MPC                           |
| 168649                | 2000 DD60  | 29 fev 2000 | Socorro           | LINEAR                                    | Brangane  | MPC                           |
| 168650                | 2000 DN63  | 29 fev 2000 | Socorro           | LINEAR                                    | —         | MPC                           |
| 168651                | 2000 DL67  | 29 fev 2000 | Socorro           | LINEAR                                    | —         | MPC                           |
| 168652                | 2000 DH68  | 29 fev 2000 | Socorro           | LINEAR                                    | —         | MPC                           |
| 168653                | 2000 DJ82  | 28 fev 2000 | Socorro           | LINEAR                                    | —         | MPC                           |
| 168654                | 2000 DP83  | 28 fev 2000 | Socorro           | LINEAR                                    | —         | MPC                           |
| 168655                | 2000 DV84  | 29 fev 2000 | Socorro           | LINEAR                                    | —         | MPC                           |
| 168656                | 2000 DV105 | 29 fev 2000 | Socorro           | LINEAR                                    | Eos       | MPC                           |
| 168657                | 2000 ED10  | 3 mar 2000  | Socorro           | LINEAR                                    | —         | MPC                           |
| 168658                | 2000 EK18  | 5 mar 2000  | Socorro           | LINEAR                                    | —         | MPC                           |
| 168659                | 2000 EH22  | 3 mar 2000  | Kitt Peak         | Spacewatch                                | Eos       | MPC                           |
| 168660                | 2000 EN33  | 5 mar 2000  | Socorro           | LINEAR                                    | —         | MPC                           |
| 168661                | 2000 EA53  | 3 mar 2000  | Kitt Peak         | Spacewatch                                | —         | MPC                           |
| 168662                | 2000 EH89  | 9 mar 2000  | Socorro           | LINEAR                                    | —         | MPC                           |
| 168663                | 2000 EM104 | 15 mar 2000 | Socorro           | LINEAR                                    | —         | MPC                           |
| 168664                | 2000 EC110 | 8 mar 2000  | Haleakalā         | NEAT                                      | —         | MPC                           |
| 168665                | 2000 EJ113 | 9 mar 2000  | Haleakala         | NEAT                                      | —         | MPC                           |
| 168666                | 2000 EV118 | 11 mar 2000 | Anderson Mesa     | LONEOS                                    | —         | MPC                           |
| 168667                | 2000 EF141 | 2 mar 2000  | Kitt Peak         | Spacewatch                                | —         | MPC                           |
| 168668                | 2000 EK149 | 5 mar 2000  | Socorro           | LINEAR                                    | —         | MPC                           |
| 168669                | 2000 ED153 | 6 mar 2000  | Haleakalā         | NEAT                                      | —         | MPC                           |
| 168670                | 2000 ED164 | 3 mar 2000  | Socorro           | LINEAR                                    | —         | MPC                           |
| 168671                | 2000 EH176 | 3 mar 2000  | Kitt Peak         | Spacewatch                                | —         | MPC                           |
| 168672                | 2000 EV181 | 4 mar 2000  | Socorro           | LINEAR                                    | —         | MPC                           |
| 168673                | 2000 EX198 | 2 mar 2000  | Kitt Peak         | Spacewatch                                | —         | MPC                           |
| 168674                | 2000 FC    | 24 mar 2000 | Prescott          | P. G. Comba                               | —         | MPC                           |
| 168675                | 2000 FX1   | 25 mar 2000 | Kitt Peak         | Spacewatch                                | —         | MPC                           |
| 168676                | 2000 FN3   | 28 mar 2000 | Socorro           | LINEAR                                    | —         | MPC                           |
| 168677                | 2000 FP4   | 27 mar 2000 | Kitt Peak         | Spacewatch                                | —         | MPC                           |
| 168678                | 2000 FC5   | 27 mar 2000 | Kitt Peak         | Spacewatch                                | —         | MPC                           |
| 168679                | 2000 FU7   | 27 mar 2000 | Socorro           | LINEAR                                    | —         | MPC                           |
| 168680                | 2000 FU12  | 28 mar 2000 | Socorro           | LINEAR                                    | —         | MPC                           |
| 168681                | 2000 FP19  | 29 mar 2000 | Socorro           | LINEAR                                    | —         | MPC                           |
| 168682                | 2000 FN54  | 30 mar 2000 | Kitt Peak         | Spacewatch                                | —         | MPC                           |
| 168683                | 2000 FE69  | 27 mar 2000 | Kitt Peak         | Spacewatch                                | —         | MPC                           |
| 168684                | 2000 FD72  | 25 mar 2000 | Kitt Peak         | Spacewatch                                | —         | MPC                           |
| 168685                | 2000 GM12  | 5 abr 2000  | Socorro           | LINEAR                                    | —         | MPC                           |
| 168686                | 2000 GH19  | 5 abr 2000  | Socorro           | LINEAR                                    | —         | MPC                           |
| 168687                | 2000 GP19  | 5 abr 2000  | Socorro           | LINEAR                                    | —         | MPC                           |
| 168688                | 2000 GN29  | 5 abr 2000  | Socorro           | LINEAR                                    | —         | MPC                           |
| 168689                | 2000 GM30  | 5 abr 2000  | Socorro           | LINEAR                                    | —         | MPC                           |
| 168690                | 2000 GL37  | 5 abr 2000  | Socorro           | LINEAR                                    | —         | MPC                           |
| 168691                | 2000 GT46  | 5 abr 2000  | Socorro           | LINEAR                                    | —         | MPC                           |
| 168692                | 2000 GY56  | 5 abr 2000  | Socorro           | LINEAR                                    | Themis    | MPC                           |
| 168693                | 2000 GV59  | 5 abr 2000  | Socorro           | LINEAR                                    | —         | MPC                           |
| 168694                | 2000 GN66  | 5 abr 2000  | Socorro           | LINEAR                                    | —         | MPC                           |
| 168695                | 2000 GT118 | 3 abr 2000  | Kitt Peak         | Spacewatch                                | —         | MPC                           |
| 168696                | 2000 GY119 | 5 abr 2000  | Kitt Peak         | Spacewatch                                | —         | MPC                           |
| 168697                | 2000 GQ122 | 6 abr 2000  | Bergisch Gladbach | W. Bickel                                 | —         | MPC                           |
| 168698 Robpickman     | 2000 GX140 | 5 abr 2000  | Anderson Mesa     | L. H. Wasserman                           | Eos       | MPC                           |
| 168699                | 2000 GO144 | 7 abr 2000  | Kitt Peak         | Spacewatch                                | —         | MPC                           |
| 168700                | 2000 GE147 | 2 abr 2000  | Mauna Kea         | D. C. Jewitt, C. Trujillo, S. S. Sheppard | —         | MPC                           |

## 168701–168800
| Designação    | Designação | Descoberta  | Descoberta     | Descobridor(es) | Categoria | Mais informações / Referência |
| Permanente    | Provisória | Data        | Local          | Descobridor(es) | Categoria | Mais informações / Referência |
| ------------- | ---------- | ----------- | -------------- | --------------- | --------- | ----------------------------- |
| 168701        | 2000 GU159 | 7 abr 2000  | Socorro        | LINEAR          | —         | MPC                           |
| 168702        | 2000 GC175 | 5 abr 2000  | Anderson Mesa  | LONEOS          | —         | MPC                           |
| 168703        | 2000 GP183 | 2 abr 2000  | Mauna Kea      | Mauna Kea Obs.  | —         | MPC                           |
| 168704        | 2000 GA186 | 3 abr 2000  | Kitt Peak      | Spacewatch      | —         | MPC                           |
| 168705        | 2000 HN    | 24 abr 2000 | Kitt Peak      | Spacewatch      | —         | MPC                           |
| 168706        | 2000 HE1   | 24 abr 2000 | Kitt Peak      | Spacewatch      | —         | MPC                           |
| 168707        | 2000 HR6   | 24 abr 2000 | Kitt Peak      | Spacewatch      | —         | MPC                           |
| 168708        | 2000 HJ10  | 27 abr 2000 | Socorro        | LINEAR          | —         | MPC                           |
| 168709        | 2000 HS34  | 25 abr 2000 | Anderson Mesa  | LONEOS          | —         | MPC                           |
| 168710        | 2000 HE41  | 28 abr 2000 | Socorro        | LINEAR          | —         | MPC                           |
| 168711        | 2000 HM74  | 30 abr 2000 | Haleakalā      | NEAT            | —         | MPC                           |
| 168712        | 2000 HY79  | 28 abr 2000 | Anderson Mesa  | LONEOS          | Flora     | MPC                           |
| 168713        | 2000 HN86  | 30 abr 2000 | Anderson Mesa  | LONEOS          | —         | MPC                           |
| 168714        | 2000 JQ10  | 7 mai 2000  | Socorro        | LINEAR          | —         | MPC                           |
| 168715        | 2000 JF16  | 5 mai 2000  | Socorro        | LINEAR          | —         | MPC                           |
| 168716        | 2000 JK41  | 7 mai 2000  | Socorro        | LINEAR          | —         | MPC                           |
| 168717        | 2000 JP59  | 7 mai 2000  | Socorro        | LINEAR          | —         | MPC                           |
| 168718        | 2000 JM73  | 2 mai 2000  | Anderson Mesa  | LONEOS          | —         | MPC                           |
| 168719        | 2000 KF7   | 27 mai 2000 | Socorro        | LINEAR          | —         | MPC                           |
| 168720        | 2000 KB12  | 28 mai 2000 | Socorro        | LINEAR          | —         | MPC                           |
| 168721        | 2000 KB45  | 29 mai 2000 | Kitt Peak      | Spacewatch      | —         | MPC                           |
| 168722        | 2000 LH    | 1 jun 2000  | Prescott       | P. G. Comba     | —         | MPC                           |
| 168723        | 2000 OR9   | 31 jul 2000 | Črni Vrh       | Črni Vrh        | —         | MPC                           |
| 168724        | 2000 OG10  | 23 jul 2000 | Socorro        | LINEAR          | —         | MPC                           |
| 168725        | 2000 OH16  | 23 jul 2000 | Socorro        | LINEAR          | —         | MPC                           |
| 168726        | 2000 OP29  | 30 jul 2000 | Socorro        | LINEAR          | —         | MPC                           |
| 168727        | 2000 OJ30  | 30 jul 2000 | Socorro        | LINEAR          | —         | MPC                           |
| 168728        | 2000 OZ33  | 30 jul 2000 | Socorro        | LINEAR          | —         | MPC                           |
| 168729        | 2000 OA44  | 30 jul 2000 | Socorro        | LINEAR          | —         | MPC                           |
| 168730        | 2000 OX51  | 30 jul 2000 | Socorro        | LINEAR          | —         | MPC                           |
| 168731        | 2000 OF55  | 29 jul 2000 | Anderson Mesa  | LONEOS          | —         | MPC                           |
| 168732        | 2000 OT55  | 29 jul 2000 | Anderson Mesa  | LONEOS          | —         | MPC                           |
| 168733        | 2000 PD2   | 1 ago 2000  | Socorro        | LINEAR          | —         | MPC                           |
| 168734        | 2000 PB28  | 4 ago 2000  | Haleakalā      | NEAT            | —         | MPC                           |
| 168735        | 2000 QX7   | 25 ago 2000 | Farra d'Isonzo | Farra d'Isonzo  | —         | MPC                           |
| 168736        | 2000 QF22  | 24 ago 2000 | Socorro        | LINEAR          | —         | MPC                           |
| 168737        | 2000 QT32  | 26 ago 2000 | Socorro        | LINEAR          | —         | MPC                           |
| 168738        | 2000 QN47  | 24 ago 2000 | Socorro        | LINEAR          | —         | MPC                           |
| 168739        | 2000 QG57  | 26 ago 2000 | Socorro        | LINEAR          | —         | MPC                           |
| 168740        | 2000 QG81  | 24 ago 2000 | Socorro        | LINEAR          | —         | MPC                           |
| 168741        | 2000 QZ88  | 25 ago 2000 | Socorro        | LINEAR          | —         | MPC                           |
| 168742        | 2000 QY92  | 25 ago 2000 | Socorro        | LINEAR          | —         | MPC                           |
| 168743        | 2000 QO97  | 28 ago 2000 | Socorro        | LINEAR          | —         | MPC                           |
| 168744        | 2000 QB102 | 28 ago 2000 | Socorro        | LINEAR          | —         | MPC                           |
| 168745        | 2000 QJ102 | 28 ago 2000 | Socorro        | LINEAR          | —         | MPC                           |
| 168746        | 2000 QY118 | 25 ago 2000 | Socorro        | LINEAR          | —         | MPC                           |
| 168747        | 2000 QY121 | 25 ago 2000 | Socorro        | LINEAR          | —         | MPC                           |
| 168748        | 2000 QB124 | 25 ago 2000 | Socorro        | LINEAR          | —         | MPC                           |
| 168749        | 2000 QA158 | 31 ago 2000 | Socorro        | LINEAR          | —         | MPC                           |
| 168750        | 2000 QZ162 | 31 ago 2000 | Socorro        | LINEAR          | Brangane  | MPC                           |
| 168751        | 2000 QP174 | 31 ago 2000 | Socorro        | LINEAR          | —         | MPC                           |
| 168752        | 2000 QQ174 | 31 ago 2000 | Socorro        | LINEAR          | —         | MPC                           |
| 168753        | 2000 QE185 | 26 ago 2000 | Socorro        | LINEAR          | —         | MPC                           |
| 168754        | 2000 QM190 | 26 ago 2000 | Socorro        | LINEAR          | —         | MPC                           |
| 168755        | 2000 QY190 | 26 ago 2000 | Socorro        | LINEAR          | —         | MPC                           |
| 168756        | 2000 QJ199 | 29 ago 2000 | Socorro        | LINEAR          | —         | MPC                           |
| 168757        | 2000 QV200 | 29 ago 2000 | Socorro        | LINEAR          | —         | MPC                           |
| 168758        | 2000 QH202 | 29 ago 2000 | Socorro        | LINEAR          | —         | MPC                           |
| 168759        | 2000 QM206 | 31 ago 2000 | Socorro        | LINEAR          | —         | MPC                           |
| 168760        | 2000 QB212 | 31 ago 2000 | Socorro        | LINEAR          | —         | MPC                           |
| 168761        | 2000 QQ212 | 31 ago 2000 | Socorro        | LINEAR          | —         | MPC                           |
| 168762        | 2000 QG215 | 31 ago 2000 | Socorro        | LINEAR          | —         | MPC                           |
| 168763        | 2000 QM215 | 31 ago 2000 | Socorro        | LINEAR          | —         | MPC                           |
| 168764        | 2000 QH220 | 21 ago 2000 | Anderson Mesa  | LONEOS          | —         | MPC                           |
| 168765        | 2000 QH223 | 21 ago 2000 | Anderson Mesa  | LONEOS          | —         | MPC                           |
| 168766        | 2000 QF224 | 26 ago 2000 | Socorro        | LINEAR          | —         | MPC                           |
| 168767 Kochte | 2000 QZ244 | 25 ago 2000 | Cerro Tololo   | M. W. Buie      | —         | MPC                           |
| 168768        | 2000 RN15  | 1 set 2000  | Socorro        | LINEAR          | —         | MPC                           |
| 168769        | 2000 RO16  | 1 set 2000  | Socorro        | LINEAR          | —         | MPC                           |
| 168770        | 2000 RD17  | 1 set 2000  | Socorro        | LINEAR          | —         | MPC                           |
| 168771        | 2000 RM19  | 1 set 2000  | Socorro        | LINEAR          | —         | MPC                           |
| 168772        | 2000 RW21  | 1 set 2000  | Socorro        | LINEAR          | —         | MPC                           |
| 168773        | 2000 RA22  | 1 set 2000  | Socorro        | LINEAR          | —         | MPC                           |
| 168774        | 2000 RC28  | 1 set 2000  | Socorro        | LINEAR          | —         | MPC                           |
| 168775        | 2000 RD30  | 1 set 2000  | Socorro        | LINEAR          | —         | MPC                           |
| 168776        | 2000 RU30  | 1 set 2000  | Socorro        | LINEAR          | —         | MPC                           |
| 168777        | 2000 RD37  | 3 set 2000  | Socorro        | LINEAR          | —         | MPC                           |
| 168778        | 2000 RK48  | 3 set 2000  | Socorro        | LINEAR          | —         | MPC                           |
| 168779        | 2000 RX48  | 3 set 2000  | Socorro        | LINEAR          | —         | MPC                           |
| 168780        | 2000 RN52  | 4 set 2000  | Kitt Peak      | Spacewatch      | —         | MPC                           |
| 168781        | 2000 RO59  | 7 set 2000  | Kitt Peak      | Spacewatch      | —         | MPC                           |
| 168782        | 2000 RN63  | 3 set 2000  | Socorro        | LINEAR          | —         | MPC                           |
| 168783        | 2000 RB104 | 6 set 2000  | Socorro        | LINEAR          | —         | MPC                           |
| 168784        | 2000 SQ2   | 20 set 2000 | Socorro        | LINEAR          | —         | MPC                           |
| 168785        | 2000 SS7   | 22 set 2000 | Kitt Peak      | Spacewatch      | —         | MPC                           |
| 168786        | 2000 SK11  | 24 set 2000 | Socorro        | LINEAR          | —         | MPC                           |
| 168787        | 2000 SE22  | 19 set 2000 | Haleakalā      | NEAT            | —         | MPC                           |
| 168788        | 2000 SN28  | 23 set 2000 | Socorro        | LINEAR          | —         | MPC                           |
| 168789        | 2000 SF33  | 24 set 2000 | Socorro        | LINEAR          | —         | MPC                           |
| 168790        | 2000 SR36  | 24 set 2000 | Socorro        | LINEAR          | —         | MPC                           |
| 168791        | 2000 SQ43  | 25 set 2000 | Haleakalā      | NEAT            | —         | MPC                           |
| 168792        | 2000 ST56  | 24 set 2000 | Socorro        | LINEAR          | —         | MPC                           |
| 168793        | 2000 SS57  | 24 set 2000 | Socorro        | LINEAR          | —         | MPC                           |
| 168794        | 2000 SV63  | 24 set 2000 | Socorro        | LINEAR          | —         | MPC                           |
| 168795        | 2000 SU70  | 24 set 2000 | Socorro        | LINEAR          | —         | MPC                           |
| 168796        | 2000 SC76  | 24 set 2000 | Socorro        | LINEAR          | —         | MPC                           |
| 168797        | 2000 SS79  | 24 set 2000 | Socorro        | LINEAR          | —         | MPC                           |
| 168798        | 2000 SK88  | 24 set 2000 | Socorro        | LINEAR          | —         | MPC                           |
| 168799        | 2000 SL93  | 23 set 2000 | Socorro        | LINEAR          | —         | MPC                           |
| 168800        | 2000 SW93  | 23 set 2000 | Socorro        | LINEAR          | —         | MPC                           |

## 168801–168900
| Designação | Designação | Descoberta  | Descoberta      | Descobridor(es)       | Categoria | Mais informações / Referência |
| Permanente | Provisória | Data        | Local           | Descobridor(es)       | Categoria | Mais informações / Referência |
| ---------- | ---------- | ----------- | --------------- | --------------------- | --------- | ----------------------------- |
| 168801     | 2000 SM109 | 24 set 2000 | Socorro         | LINEAR                | —         | MPC                           |
| 168802     | 2000 ST110 | 24 set 2000 | Socorro         | LINEAR                | —         | MPC                           |
| 168803     | 2000 SG118 | 24 set 2000 | Socorro         | LINEAR                | —         | MPC                           |
| 168804     | 2000 SF134 | 23 set 2000 | Socorro         | LINEAR                | —         | MPC                           |
| 168805     | 2000 SN137 | 23 set 2000 | Socorro         | LINEAR                | —         | MPC                           |
| 168806     | 2000 SV137 | 23 set 2000 | Socorro         | LINEAR                | —         | MPC                           |
| 168807     | 2000 SE146 | 24 set 2000 | Socorro         | LINEAR                | —         | MPC                           |
| 168808     | 2000 SD147 | 24 set 2000 | Socorro         | LINEAR                | —         | MPC                           |
| 168809     | 2000 SZ168 | 23 set 2000 | Socorro         | LINEAR                | —         | MPC                           |
| 168810     | 2000 SR174 | 28 set 2000 | Socorro         | LINEAR                | Brangane  | MPC                           |
| 168811     | 2000 SE184 | 20 set 2000 | Kitt Peak       | Spacewatch            | —         | MPC                           |
| 168812     | 2000 SA189 | 22 set 2000 | Kitt Peak       | Spacewatch            | —         | MPC                           |
| 168813     | 2000 SC189 | 22 set 2000 | Kitt Peak       | Spacewatch            | —         | MPC                           |
| 168814     | 2000 SX219 | 26 set 2000 | Socorro         | LINEAR                | —         | MPC                           |
| 168815     | 2000 ST220 | 26 set 2000 | Socorro         | LINEAR                | —         | MPC                           |
| 168816     | 2000 SR224 | 27 set 2000 | Socorro         | LINEAR                | —         | MPC                           |
| 168817     | 2000 SD255 | 24 set 2000 | Socorro         | LINEAR                | —         | MPC                           |
| 168818     | 2000 SF263 | 25 set 2000 | Socorro         | LINEAR                | —         | MPC                           |
| 168819     | 2000 SC265 | 26 set 2000 | Socorro         | LINEAR                | —         | MPC                           |
| 168820     | 2000 SK266 | 26 set 2000 | Socorro         | LINEAR                | —         | MPC                           |
| 168821     | 2000 SH270 | 27 set 2000 | Socorro         | LINEAR                | —         | MPC                           |
| 168822     | 2000 SL270 | 27 set 2000 | Socorro         | LINEAR                | —         | MPC                           |
| 168823     | 2000 SN271 | 27 set 2000 | Socorro         | LINEAR                | —         | MPC                           |
| 168824     | 2000 SE274 | 28 set 2000 | Socorro         | LINEAR                | —         | MPC                           |
| 168825     | 2000 SX288 | 27 set 2000 | Socorro         | LINEAR                | —         | MPC                           |
| 168826     | 2000 SB291 | 27 set 2000 | Socorro         | LINEAR                | —         | MPC                           |
| 168827     | 2000 SY308 | 30 set 2000 | Socorro         | LINEAR                | —         | MPC                           |
| 168828     | 2000 SY320 | 29 set 2000 | Mauna Kea       | D. J. Tholen          | —         | MPC                           |
| 168829     | 2000 SF322 | 28 set 2000 | Kitt Peak       | Spacewatch            | —         | MPC                           |
| 168830     | 2000 SK334 | 26 set 2000 | Haleakalā       | NEAT                  | —         | MPC                           |
| 168831     | 2000 SZ334 | 26 set 2000 | Haleakala       | NEAT                  | —         | MPC                           |
| 168832     | 2000 SD340 | 24 set 2000 | Socorro         | LINEAR                | —         | MPC                           |
| 168833     | 2000 SP343 | 23 set 2000 | Socorro         | LINEAR                | —         | MPC                           |
| 168834     | 2000 SB352 | 26 set 2000 | Anderson Mesa   | LONEOS                | —         | MPC                           |
| 168835     | 2000 SD364 | 20 set 2000 | Socorro         | LINEAR                | —         | MPC                           |
| 168836     | 2000 SH364 | 20 set 2000 | Socorro         | LINEAR                | —         | MPC                           |
| 168837     | 2000 TZ36  | 1 out 2000  | Socorro         | LINEAR                | —         | MPC                           |
| 168838     | 2000 TB40  | 1 out 2000  | Socorro         | LINEAR                | —         | MPC                           |
| 168839     | 2000 TX48  | 1 out 2000  | Anderson Mesa   | LONEOS                | —         | MPC                           |
| 168840     | 2000 TF58  | 2 out 2000  | Socorro         | LINEAR                | —         | MPC                           |
| 168841     | 2000 TB63  | 2 out 2000  | Kitt Peak       | Spacewatch            | —         | MPC                           |
| 168842     | 2000 UP    | 20 out 2000 | Ondřejov        | P. Kušnirák           | —         | MPC                           |
| 168843     | 2000 UG4   | 24 out 2000 | Socorro         | LINEAR                | —         | MPC                           |
| 168844     | 2000 UX19  | 24 out 2000 | Socorro         | LINEAR                | —         | MPC                           |
| 168845     | 2000 UJ28  | 25 out 2000 | Socorro         | LINEAR                | —         | MPC                           |
| 168846     | 2000 UQ34  | 24 out 2000 | Socorro         | LINEAR                | —         | MPC                           |
| 168847     | 2000 UU34  | 24 out 2000 | Socorro         | LINEAR                | —         | MPC                           |
| 168848     | 2000 UD47  | 24 out 2000 | Socorro         | LINEAR                | —         | MPC                           |
| 168849     | 2000 UK51  | 24 out 2000 | Socorro         | LINEAR                | —         | MPC                           |
| 168850     | 2000 UN63  | 25 out 2000 | Socorro         | LINEAR                | —         | MPC                           |
| 168851     | 2000 UQ67  | 25 out 2000 | Socorro         | LINEAR                | —         | MPC                           |
| 168852     | 2000 UV71  | 25 out 2000 | Socorro         | LINEAR                | —         | MPC                           |
| 168853     | 2000 UV76  | 24 out 2000 | Socorro         | LINEAR                | —         | MPC                           |
| 168854     | 2000 UP84  | 31 out 2000 | Socorro         | LINEAR                | —         | MPC                           |
| 168855     | 2000 UC90  | 24 out 2000 | Socorro         | LINEAR                | —         | MPC                           |
| 168856     | 2000 UY101 | 25 out 2000 | Socorro         | LINEAR                | —         | MPC                           |
| 168857     | 2000 UA102 | 25 out 2000 | Socorro         | LINEAR                | —         | MPC                           |
| 168858     | 2000 VN8   | 1 nov 2000  | Socorro         | LINEAR                | —         | MPC                           |
| 168859     | 2000 VG18  | 1 nov 2000  | Socorro         | LINEAR                | —         | MPC                           |
| 168860     | 2000 VH21  | 1 nov 2000  | Socorro         | LINEAR                | —         | MPC                           |
| 168861     | 2000 VM22  | 1 nov 2000  | Socorro         | LINEAR                | —         | MPC                           |
| 168862     | 2000 VS22  | 1 nov 2000  | Socorro         | LINEAR                | —         | MPC                           |
| 168863     | 2000 VW24  | 1 nov 2000  | Socorro         | LINEAR                | —         | MPC                           |
| 168864     | 2000 VW25  | 1 nov 2000  | Socorro         | LINEAR                | —         | MPC                           |
| 168865     | 2000 VX41  | 1 nov 2000  | Socorro         | LINEAR                | —         | MPC                           |
| 168866     | 2000 VR42  | 1 nov 2000  | Socorro         | LINEAR                | —         | MPC                           |
| 168867     | 2000 VP44  | 2 nov 2000  | Socorro         | LINEAR                | —         | MPC                           |
| 168868     | 2000 VV52  | 3 nov 2000  | Socorro         | LINEAR                | —         | MPC                           |
| 168869     | 2000 WS4   | 19 nov 2000 | Socorro         | LINEAR                | —         | MPC                           |
| 168870     | 2000 WN6   | 20 nov 2000 | Socorro         | LINEAR                | —         | MPC                           |
| 168871     | 2000 WB9   | 18 nov 2000 | Bisei SG Center | BATTeRS               | —         | MPC                           |
| 168872     | 2000 WZ9   | 22 nov 2000 | Kitt Peak       | Spacewatch            | —         | MPC                           |
| 168873     | 2000 WC14  | 20 nov 2000 | Socorro         | LINEAR                | —         | MPC                           |
| 168874     | 2000 WA15  | 20 nov 2000 | Socorro         | LINEAR                | —         | MPC                           |
| 168875     | 2000 WQ22  | 20 nov 2000 | Socorro         | LINEAR                | —         | MPC                           |
| 168876     | 2000 WZ24  | 20 nov 2000 | Socorro         | LINEAR                | —         | MPC                           |
| 168877     | 2000 WC27  | 26 nov 2000 | Desert Beaver   | W. K. Y. Yeung        | —         | MPC                           |
| 168878     | 2000 WV28  | 26 nov 2000 | Bohyunsan       | Y.-B. Jeon, B.-C. Lee | —         | MPC                           |
| 168879     | 2000 WD34  | 20 nov 2000 | Socorro         | LINEAR                | —         | MPC                           |
| 168880     | 2000 WJ48  | 21 nov 2000 | Socorro         | LINEAR                | —         | MPC                           |
| 168881     | 2000 WN48  | 21 nov 2000 | Socorro         | LINEAR                | —         | MPC                           |
| 168882     | 2000 WZ56  | 21 nov 2000 | Socorro         | LINEAR                | —         | MPC                           |
| 168883     | 2000 WL57  | 21 nov 2000 | Socorro         | LINEAR                | —         | MPC                           |
| 168884     | 2000 WB71  | 19 nov 2000 | Socorro         | LINEAR                | —         | MPC                           |
| 168885     | 2000 WO76  | 20 nov 2000 | Socorro         | LINEAR                | —         | MPC                           |
| 168886     | 2000 WH78  | 20 nov 2000 | Socorro         | LINEAR                | —         | MPC                           |
| 168887     | 2000 WB83  | 20 nov 2000 | Socorro         | LINEAR                | —         | MPC                           |
| 168888     | 2000 WH90  | 21 nov 2000 | Socorro         | LINEAR                | —         | MPC                           |
| 168889     | 2000 WM95  | 21 nov 2000 | Socorro         | LINEAR                | —         | MPC                           |
| 168890     | 2000 WK116 | 20 nov 2000 | Socorro         | LINEAR                | —         | MPC                           |
| 168891     | 2000 WO122 | 29 nov 2000 | Socorro         | LINEAR                | —         | MPC                           |
| 168892     | 2000 WK124 | 19 nov 2000 | Socorro         | LINEAR                | —         | MPC                           |
| 168893     | 2000 WS128 | 18 nov 2000 | Kitt Peak       | Spacewatch            | —         | MPC                           |
| 168894     | 2000 WE130 | 19 nov 2000 | Kitt Peak       | Spacewatch            | —         | MPC                           |
| 168895     | 2000 WE131 | 20 nov 2000 | Anderson Mesa   | LONEOS                | —         | MPC                           |
| 168896     | 2000 WC134 | 19 nov 2000 | Socorro         | LINEAR                | —         | MPC                           |
| 168897     | 2000 WA136 | 20 nov 2000 | Socorro         | LINEAR                | —         | MPC                           |
| 168898     | 2000 WQ137 | 20 nov 2000 | Socorro         | LINEAR                | —         | MPC                           |
| 168899     | 2000 WV147 | 28 nov 2000 | Kitt Peak       | Spacewatch            | —         | MPC                           |
| 168900     | 2000 WW160 | 20 nov 2000 | Anderson Mesa   | LONEOS                | —         | MPC                           |

## 168901–169000
| Designação       | Designação | Descoberta  | Descoberta    | Descobridor(es)       | Categoria | Mais informações / Referência |
| Permanente       | Provisória | Data        | Local         | Descobridor(es)       | Categoria | Mais informações / Referência |
| ---------------- | ---------- | ----------- | ------------- | --------------------- | --------- | ----------------------------- |
| 168901           | 2000 WJ164 | 21 nov 2000 | Haleakalā     | NEAT                  | —         | MPC                           |
| 168902           | 2000 WR166 | 24 nov 2000 | Anderson Mesa | LONEOS                | —         | MPC                           |
| 168903           | 2000 WW188 | 18 nov 2000 | Anderson Mesa | LONEOS                | —         | MPC                           |
| 168904           | 2000 WY189 | 18 nov 2000 | Anderson Mesa | LONEOS                | —         | MPC                           |
| 168905           | 2000 XT1   | 3 dez 2000  | Kitt Peak     | Spacewatch            | —         | MPC                           |
| 168906           | 2000 XE12  | 4 dez 2000  | Socorro       | LINEAR                | —         | MPC                           |
| 168907           | 2000 XN19  | 4 dez 2000  | Socorro       | LINEAR                | —         | MPC                           |
| 168908           | 2000 XH21  | 4 dez 2000  | Socorro       | LINEAR                | —         | MPC                           |
| 168909           | 2000 XV30  | 4 dez 2000  | Socorro       | LINEAR                | —         | MPC                           |
| 168910           | 2000 XC52  | 6 dez 2000  | Socorro       | LINEAR                | —         | MPC                           |
| 168911           | 2000 XM53  | 14 dez 2000 | Bohyunsan     | Y.-B. Jeon, B.-C. Lee | —         | MPC                           |
| 168912           | 2000 YV2   | 20 dez 2000 | Socorro       | LINEAR                | —         | MPC                           |
| 168913           | 2000 YA3   | 18 dez 2000 | Kitt Peak     | Spacewatch            | —         | MPC                           |
| 168914           | 2000 YU21  | 27 dez 2000 | Desert Beaver | W. K. Y. Yeung        | —         | MPC                           |
| 168915           | 2000 YW37  | 30 dez 2000 | Socorro       | LINEAR                | —         | MPC                           |
| 168916           | 2000 YZ42  | 30 dez 2000 | Socorro       | LINEAR                | —         | MPC                           |
| 168917           | 2000 YM44  | 30 dez 2000 | Socorro       | LINEAR                | —         | MPC                           |
| 168918           | 2000 YX44  | 30 dez 2000 | Socorro       | LINEAR                | —         | MPC                           |
| 168919           | 2000 YR49  | 30 dez 2000 | Socorro       | LINEAR                | —         | MPC                           |
| 168920           | 2000 YK50  | 30 dez 2000 | Socorro       | LINEAR                | —         | MPC                           |
| 168921           | 2000 YT53  | 30 dez 2000 | Socorro       | LINEAR                | —         | MPC                           |
| 168922           | 2000 YL55  | 30 dez 2000 | Socorro       | LINEAR                | —         | MPC                           |
| 168923           | 2000 YU56  | 30 dez 2000 | Socorro       | LINEAR                | —         | MPC                           |
| 168924           | 2000 YE59  | 30 dez 2000 | Socorro       | LINEAR                | —         | MPC                           |
| 168925           | 2000 YV59  | 30 dez 2000 | Socorro       | LINEAR                | —         | MPC                           |
| 168926           | 2000 YN65  | 16 dez 2000 | Kitt Peak     | Spacewatch            | —         | MPC                           |
| 168927           | 2000 YD68  | 28 dez 2000 | Socorro       | LINEAR                | —         | MPC                           |
| 168928           | 2000 YG71  | 30 dez 2000 | Socorro       | LINEAR                | —         | MPC                           |
| 168929           | 2000 YT72  | 30 dez 2000 | Socorro       | LINEAR                | —         | MPC                           |
| 168930           | 2000 YV73  | 30 dez 2000 | Socorro       | LINEAR                | —         | MPC                           |
| 168931           | 2000 YL82  | 30 dez 2000 | Socorro       | LINEAR                | —         | MPC                           |
| 168932           | 2000 YG86  | 30 dez 2000 | Socorro       | LINEAR                | —         | MPC                           |
| 168933           | 2000 YQ88  | 30 dez 2000 | Socorro       | LINEAR                | —         | MPC                           |
| 168934           | 2000 YR91  | 30 dez 2000 | Socorro       | LINEAR                | —         | MPC                           |
| 168935           | 2000 YC95  | 30 dez 2000 | Socorro       | LINEAR                | —         | MPC                           |
| 168936           | 2000 YN95  | 30 dez 2000 | Socorro       | LINEAR                | —         | MPC                           |
| 168937           | 2000 YU95  | 30 dez 2000 | Socorro       | LINEAR                | —         | MPC                           |
| 168938           | 2000 YS107 | 30 dez 2000 | Socorro       | LINEAR                | —         | MPC                           |
| 168939           | 2000 YB108 | 30 dez 2000 | Socorro       | LINEAR                | —         | MPC                           |
| 168940           | 2000 YL109 | 30 dez 2000 | Socorro       | LINEAR                | —         | MPC                           |
| 168941           | 2000 YO111 | 30 dez 2000 | Socorro       | LINEAR                | —         | MPC                           |
| 168942           | 2000 YL114 | 30 dez 2000 | Socorro       | LINEAR                | —         | MPC                           |
| 168943           | 2000 YG118 | 30 dez 2000 | Socorro       | LINEAR                | —         | MPC                           |
| 168944           | 2000 YK126 | 29 dez 2000 | Anderson Mesa | LONEOS                | —         | MPC                           |
| 168945           | 2000 YN131 | 30 dez 2000 | Desert Beaver | W. K. Y. Yeung        | —         | MPC                           |
| 168946           | 2000 YY135 | 22 dez 2000 | Socorro       | LINEAR                | —         | MPC                           |
| 168947           | 2000 YB139 | 27 dez 2000 | Kitt Peak     | Spacewatch            | —         | MPC                           |
| 168948 Silvestri | 2000 YX143 | 23 dez 2000 | Apache Point  | SDSS                  | —         | MPC                           |
| 168949           | 2001 AV18  | 4 jan 2001  | Haleakalā     | NEAT                  | —         | MPC                           |
| 168950           | 2001 AA26  | 2 jan 2001  | Socorro       | LINEAR                | —         | MPC                           |
| 168951           | 2001 AL33  | 4 jan 2001  | Socorro       | LINEAR                | —         | MPC                           |
| 168952           | 2001 AN39  | 2 jan 2001  | Kitt Peak     | Spacewatch            | —         | MPC                           |
| 168953           | 2001 AZ43  | 14 jan 2001 | Kitt Peak     | Spacewatch            | —         | MPC                           |
| 168954           | 2001 AT44  | 15 jan 2001 | Oizumi        | T. Kobayashi          | —         | MPC                           |
| 168955           | 2001 AV44  | 15 jan 2001 | Oizumi        | T. Kobayashi          | —         | MPC                           |
| 168956           | 2001 AC47  | 15 jan 2001 | Socorro       | LINEAR                | —         | MPC                           |
| 168957           | 2001 AB52  | 5 jan 2001  | Socorro       | LINEAR                | —         | MPC                           |
| 168958           | 2001 AC52  | 5 jan 2001  | Socorro       | LINEAR                | —         | MPC                           |
| 168959           | 2001 BP6   | 19 jan 2001 | Socorro       | LINEAR                | —         | MPC                           |
| 168960           | 2001 BQ19  | 19 jan 2001 | Socorro       | LINEAR                | —         | MPC                           |
| 168961           | 2001 BF23  | 20 jan 2001 | Socorro       | LINEAR                | —         | MPC                           |
| 168962           | 2001 BK27  | 20 jan 2001 | Socorro       | LINEAR                | —         | MPC                           |
| 168963           | 2001 BT32  | 20 jan 2001 | Socorro       | LINEAR                | —         | MPC                           |
| 168964           | 2001 BF36  | 19 jan 2001 | Socorro       | LINEAR                | Mitidika  | MPC                           |
| 168965           | 2001 BL37  | 21 jan 2001 | Socorro       | LINEAR                | —         | MPC                           |
| 168966           | 2001 BC38  | 21 jan 2001 | Socorro       | LINEAR                | —         | MPC                           |
| 168967           | 2001 BB43  | 19 jan 2001 | Socorro       | LINEAR                | —         | MPC                           |
| 168968           | 2001 BY45  | 21 jan 2001 | Socorro       | LINEAR                | —         | MPC                           |
| 168969           | 2001 BX55  | 19 jan 2001 | Socorro       | LINEAR                | —         | MPC                           |
| 168970           | 2001 BT56  | 19 jan 2001 | Kitt Peak     | Spacewatch            | —         | MPC                           |
| 168971           | 2001 BA58  | 21 jan 2001 | Socorro       | LINEAR                | —         | MPC                           |
| 168972           | 2001 BL59  | 26 jan 2001 | Socorro       | LINEAR                | —         | MPC                           |
| 168973           | 2001 BQ64  | 30 jan 2001 | Socorro       | LINEAR                | —         | MPC                           |
| 168974           | 2001 BD65  | 26 jan 2001 | Socorro       | LINEAR                | —         | MPC                           |
| 168975           | 2001 BO66  | 26 jan 2001 | Socorro       | LINEAR                | —         | MPC                           |
| 168976           | 2001 BE68  | 31 jan 2001 | Socorro       | LINEAR                | —         | MPC                           |
| 168977           | 2001 BE75  | 26 jan 2001 | Kitt Peak     | Spacewatch            | Mitidika  | MPC                           |
| 168978           | 2001 BO75  | 26 jan 2001 | Kitt Peak     | Spacewatch            | —         | MPC                           |
| 168979           | 2001 CS1   | 1 fev 2001  | Socorro       | LINEAR                | —         | MPC                           |
| 168980           | 2001 CS2   | 1 fev 2001  | Socorro       | LINEAR                | —         | MPC                           |
| 168981           | 2001 CT3   | 1 fev 2001  | Socorro       | LINEAR                | —         | MPC                           |
| 168982           | 2001 CC9   | 1 fev 2001  | Socorro       | LINEAR                | —         | MPC                           |
| 168983           | 2001 CV11  | 1 fev 2001  | Socorro       | LINEAR                | —         | MPC                           |
| 168984           | 2001 CQ14  | 1 fev 2001  | Socorro       | LINEAR                | —         | MPC                           |
| 168985           | 2001 CC18  | 2 fev 2001  | Socorro       | LINEAR                | —         | MPC                           |
| 168986           | 2001 CV22  | 1 fev 2001  | Anderson Mesa | LONEOS                | —         | MPC                           |
| 168987           | 2001 CE25  | 1 fev 2001  | Socorro       | LINEAR                | —         | MPC                           |
| 168988           | 2001 CF25  | 1 fev 2001  | Socorro       | LINEAR                | Mitidika  | MPC                           |
| 168989           | 2001 CH29  | 2 fev 2001  | Anderson Mesa | LONEOS                | —         | MPC                           |
| 168990           | 2001 CO30  | 2 fev 2001  | Haleakalā     | NEAT                  | —         | MPC                           |
| 168991           | 2001 CO38  | 13 fev 2001 | Socorro       | LINEAR                | —         | MPC                           |
| 168992           | 2001 CR39  | 13 fev 2001 | Socorro       | LINEAR                | —         | MPC                           |
| 168993           | 2001 CH40  | 13 fev 2001 | Socorro       | LINEAR                | —         | MPC                           |
| 168994           | 2001 CZ47  | 12 fev 2001 | Anderson Mesa | LONEOS                | —         | MPC                           |
| 168995           | 2001 DV4   | 16 fev 2001 | Socorro       | LINEAR                | —         | MPC                           |
| 168996           | 2001 DK6   | 16 fev 2001 | Socorro       | LINEAR                | —         | MPC                           |
| 168997           | 2001 DP19  | 16 fev 2001 | Socorro       | LINEAR                | —         | MPC                           |
| 168998           | 2001 DA25  | 17 fev 2001 | Socorro       | LINEAR                | —         | MPC                           |
| 168999           | 2001 DR26  | 17 fev 2001 | Socorro       | LINEAR                | —         | MPC                           |
| 169000           | 2001 DA30  | 17 fev 2001 | Socorro       | LINEAR                | —         | MPC                           |